# Abbaye Saint-Martin-des-Glandières
Pour les articles homonymes, voir abbaye Saint-Martin.
L’abbaye Saint-Martin-des-Glandières à Longeville-lès-Saint-Avold est une ancienne abbaye bénédictine fondée au VIe siècle dépendant du diocèse de Metz.

## Héraldique

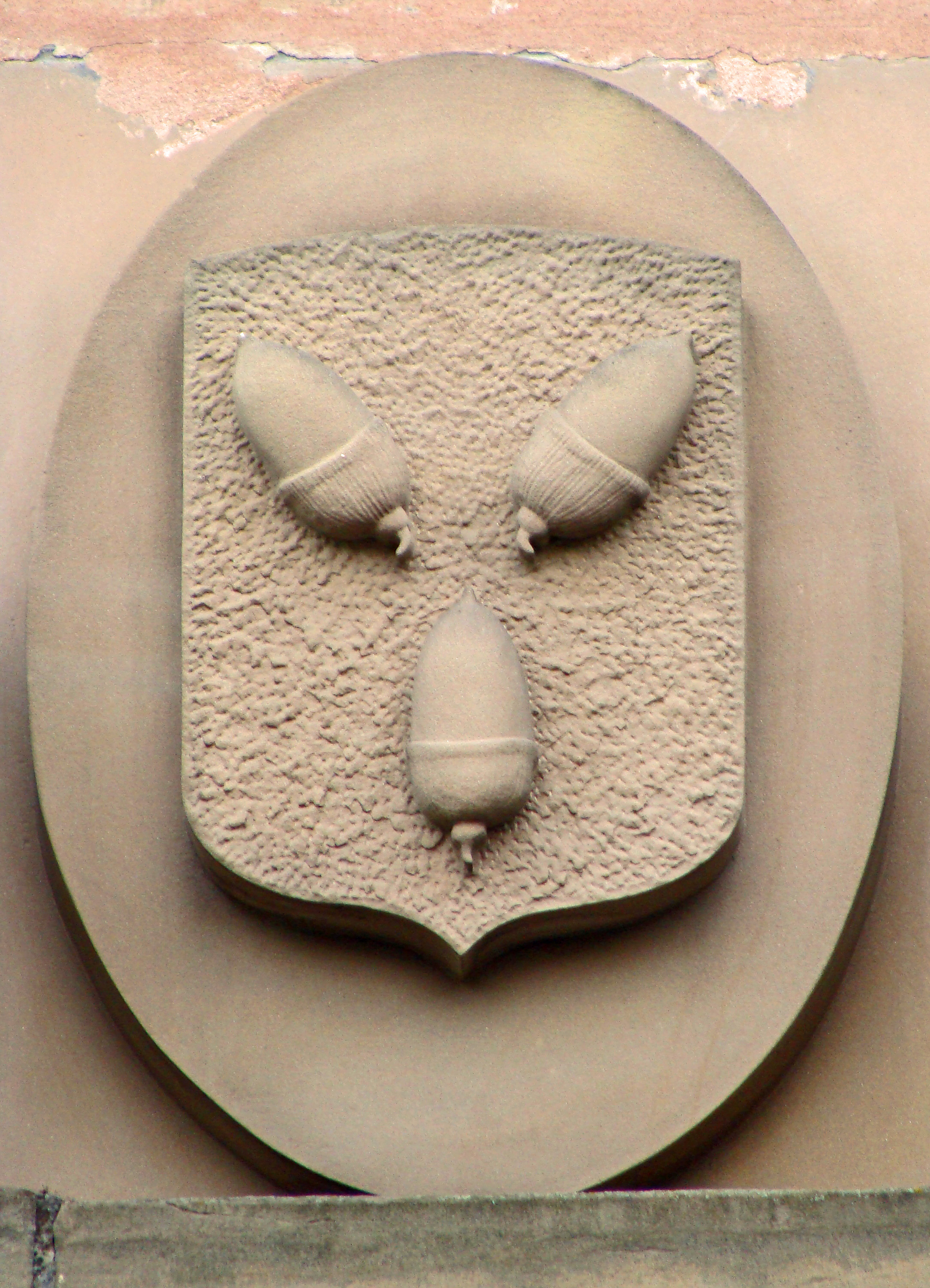
Blason de l'abbaye Saint-Martin-des-Glandières.

De gueules à trois glands mouvants d’argent. Ce sont les armes de l'abbaye Saint-Matin-des-Glandières, reprises par la commune de Longeville-lès-Saint-Avold. On retrouve ce blason dans les armoiries de la famille des Hennezel, maîtres verriers qui possédaient une verrerie sur les terres de l'abbaye de Longeville-lès-Saint-Avold dès 1626.

## Origine du nom
Le monastère est construit dans les forêts du pagus Glanderriensis (« pays de La Glandière ») entre les rivières Nied et Sarre. Dédié à saint Martin, il adopte le nom latin monasterium Sancti Martini Glanderiensis et apparaît sous la forme de S. Martini dans la charte de Louis le Germanique en l’an 875. Au Xe siècle, il est noté sous la forme de Glanderiensi monasterio dans un martyrologe annonçant la fête des fondateurs. Cité pour la première fois en français en 1274, son nom apparaît sous la forme de Saint Martin de la Glandière. En allemand, il est qualifié de Sankt Martin im Eichengrund[Quand ?]. En 1314, ce nom se retrouve joint au nom de Longeville : Longavilla juxta Sanctum Martinum in Glandaria. Au XIVe siècle, le cartulaire du monastère indique Saint Martin en Glandières. En 1684, l’historien Louis Bulteau écrit Saint Martin des Glandières. L’Armorial général d’Hozier de 1696 écrit Saint-Martin-de-Glandières. Au XXe siècle, la communauté de paroisses de Longeville adopte le nom de Saint-Martin-en-Glandières. La dénomination usuelle en est aussi Saint-Martin-des-Glandières.

## Histoire

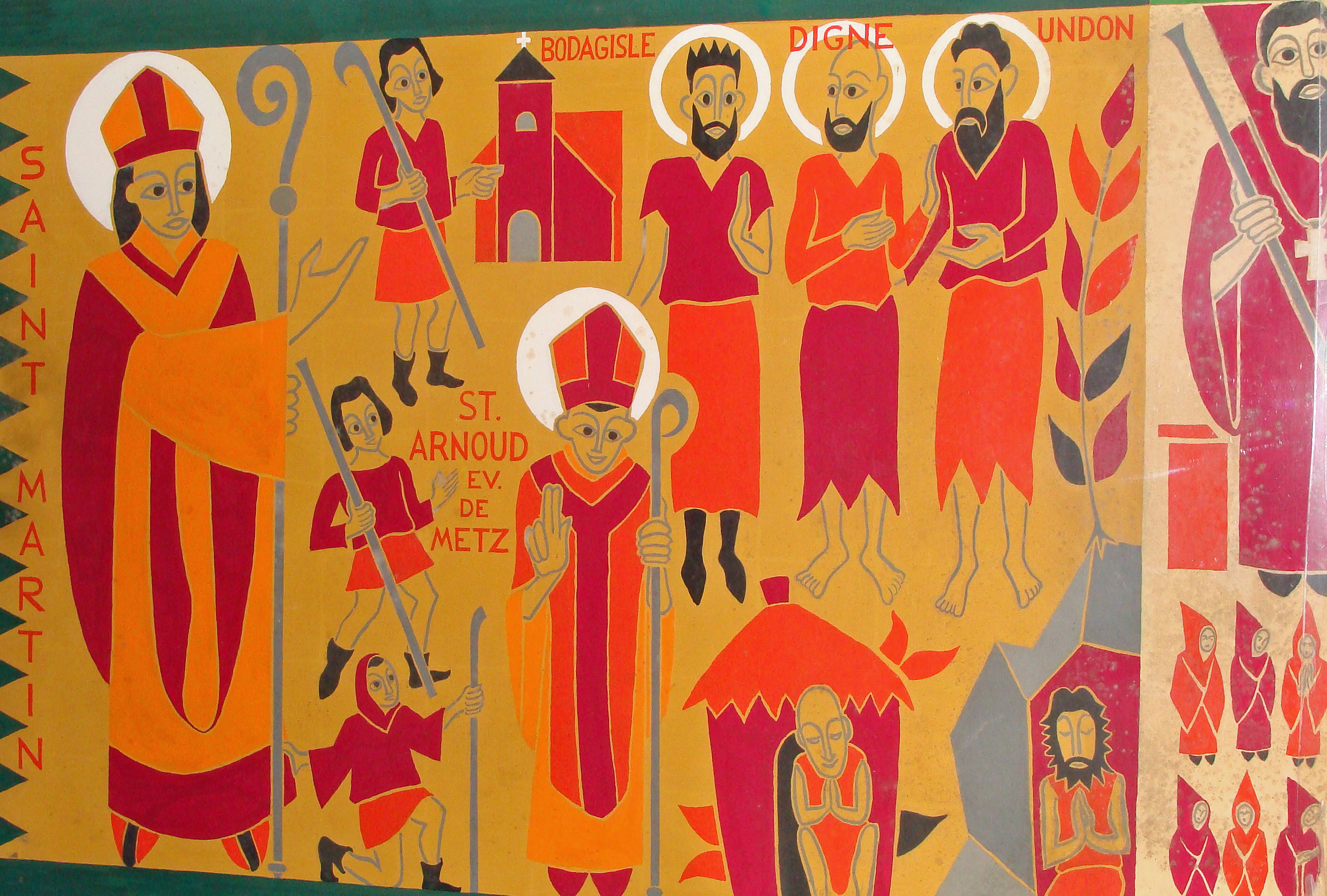
Abbaye Saint-Martin-des-Glandières, fresques de la crypte de dom Saget de l’Abbaye Saint-Maurice-et-Saint-Maur de Clervaux.

Le duc d’Aquitaine Arnoult Bodogisel, père d’Arnoul, évêque de Metz, fonde le monastère Saint-Martin-des-Glandières vers 587. S’étant séparé de sa femme Oda par consentement mutuel, il bâtit ce monastère et y passa le reste de ses jours dans la piété. Le monastère prit le nom de Glandiera (Glandières) et fut consacré sous l’invocation de la sainte Vierge et de saint Martin aux Chênes. Les premiers moines présents dans l’abbaye furent saint Digne et saint Undo. Arnoult Bodogisel est considéré comme le troisième abbé du monastère. Vers 765, la liste des moines de l’abbaye de Saint-Martin, conservée à l’abbaye de Reichenau nous donne cinquante-et-un moines. Le père abbé Rabigaudus en assure la direction. Louis le Débonnaire accorde un titre à l’abbaye en l’an 836. En 875, le roi Louis le Germanique fait restituer à l’abbaye des biens dont elle avait été spoliée. Il s’agissait des propriétés de Grinstadt et de Martinsheim (dans le Palatinat) dont les moines avaient été spoliés par Charles-Martel. Un autre document de 836 délivré par Louis le Pieux et corroboré en 1421 par l’empereur Sigismond, rappelle aussi cet événement. Odoacre, un prince local, offre en 991 aux moines de Longeville sa villa de Many et ses terres de Mainvillers. En l’an 1000, l’évêque de Metz Adalbéron II restitue à l’abbaye l’église de Hellimer.
Une charte de l’évêque de Metz de 1121 confirme l’appartenance du village de Bambiderstroff dans les biens de l’abbaye Saint-Martin-des-Glandières ainsi que le village d’Ucelsdorf (Ittersdorf en Sarre). Le village de Dourd’hal est également fondé par l’abbaye. En 1204, on consacre la première église abbatiale.
En 1215, l’abbé Vulperus ajoute un hôpital au bâtiment. En 1427, l’église abbatiale est reconstruite. L’abbaye ne fut pas touchée par la Réforme protestante mais les attaques et les pillages successifs par les troupes d’Albert de Brandebourg en octobre 1552, par les Suédois en 1635, les troupes de Turenne et enfin par les Luxembourgeois en 1672, ruinent le monument. En 1685, avec l’aide de Louis XIV, dom Hilaire de Bar restaure l’abbaye. En 1790, il n’y a plus que onze religieux dans l’abbaye.
En 1792, le bâtiment est vendu à Charles-Frédéric Durbach, administrateur départemental, pour la somme de 101 000 livres. La bibliothèque monastique est transférée à Metz, tandis que le nouveau propriétaire détruit en 1793 l’église abbatiale ainsi qu’une aile du bâtiment et construit une distillerie de pommes de terre, grâce à l’argent gagné après la vente des matériaux et biens de l’Église. En 1893, la famille Durbach lègue les bâtiments abbatiaux à Cécile Durbach, épouse du comte de Lamberty. Ils furent remis en vente l’année suivante et finalement rachetés en mars 1894 par Claude Stein, boulanger de Stiring pour la somme de 32 000 marks. En 1905, Claude Stein revend l'abbaye pour la somme de 80 000 marks à l’évêché de Metz qui le confie à l’ordre franciscain le 28 mars 1905. Le bâtiment sert alors de maison de repos pour le clergé. En 1928 la maison de noviciat franciscain est transférée de Metz à Longeville-lès-Saint-Avold. Le nouveau maître des novices est le père Bernardin Bender. En 1928, il y a dix novices : sept convers et trois clercs. Un incendie ravage le bâtiment en 1937, mais grâce à l’aide de la population, il est entièrement rénové en moins de deux ans.
En 1939, les moines sont évacués avec la population dans la Vienne. Les Allemands occupent l’abbaye et elle sert de centre de formation pour l’Arbeitsdienst (service du travail obligatoire). La chapelle est transformée en salle de loisir pour officiers. Le bâtiment principal et la chapelle furent touchés par des obus lors des combats de la Libération. Après la Libération et le retour des moines franciscains en 1945, ces derniers continuent la réhabilitation et reconstruisent une chapelle.
Le monument est finalement vendu à la caisse primaire d’assurance maladie de Thionville en 1954 et devient ainsi la maison de repos et de convalescence Notre-Dame-de-la-Paix agréée depuis 1986. Alfred Jacquat (†2020) en est directeur de 1954 à 1985.
En 1987, en présence des Pères abbés de Clairvaux et de Tholey, du Père Provincial des Franciscains, fut célébré le 14e centenaire de l’abbaye Saint-Martin-des-Glandières. De nos jours, les bâtiments accueillent un Centre de soins de suite (CSS) L’Abbaye géré par l’Union pour la gestion des établissements des caisses d’assurance maladie (UGECAM). Depuis 2013, le directeur de la structure est Pierre Jacquemin.
En 2018 avait été signé un compromis de vente entre l’ Ugecam et un promoteur immobilier pour réhabiliter l'ensemble des bâtiments en maison médicale, en appartements et en salles de réunion. Et sur le terrain attenant, un futur lotissement. Mais, en 2019, le promoteur et ses sociétés,  essuient des refus de permis d’aménager et de construire de la part de la municipalité. 
En 2023 un nouveau propriétaire à pour projet de réhabiliter l'ensemble en appartements meublés de standing, salles communes et espace bien-être. Un projet estimé entre 10 à 12 millions d’euros qui sera finalement abandonné. 
Il est mis aux enchères du 25 au 27 mars 2025. Sa mise à prix est de 270 000 € 

## Chronologie de l'abbaye

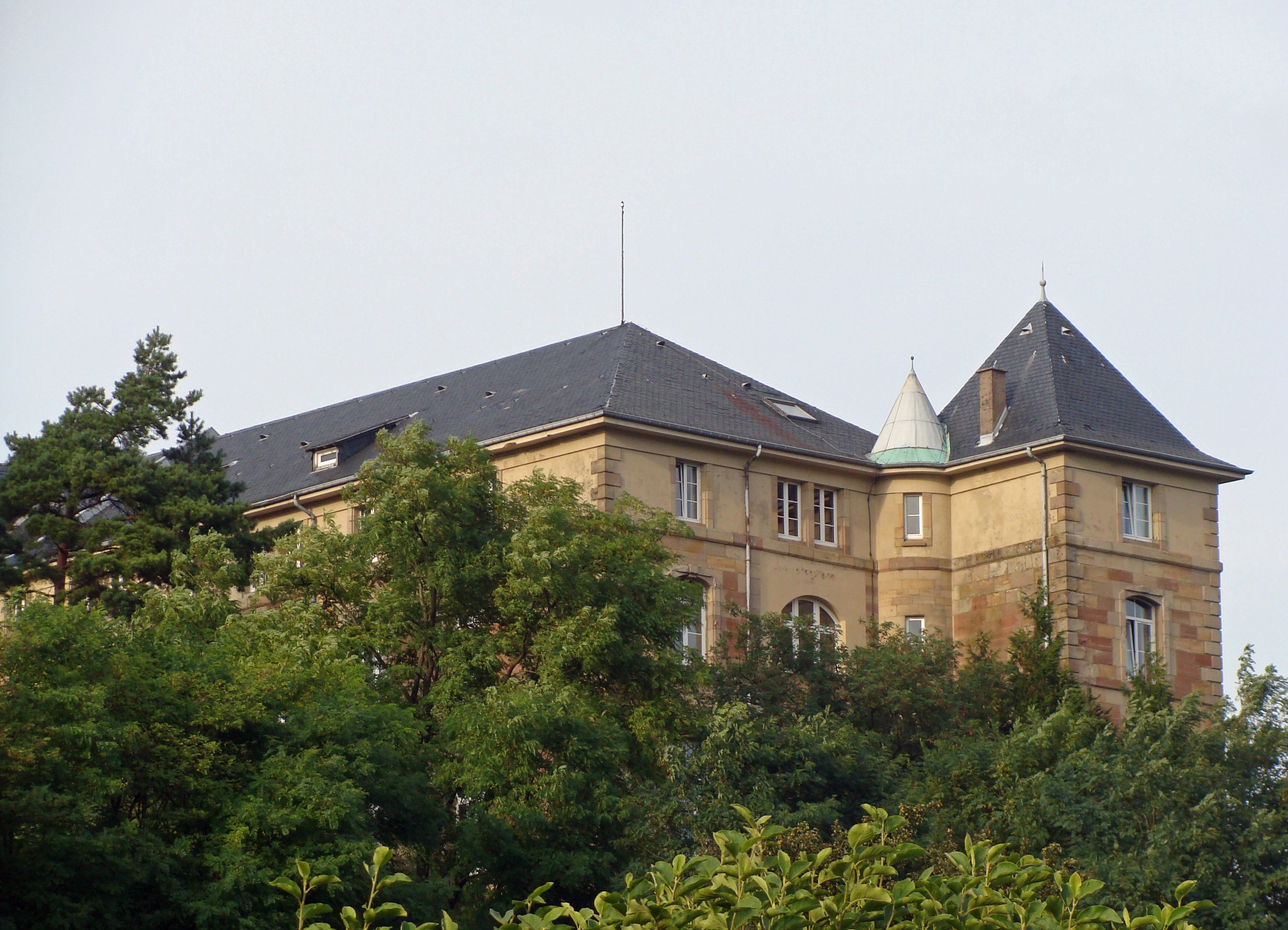
Abbaye Saint-Martin-des-Glandières

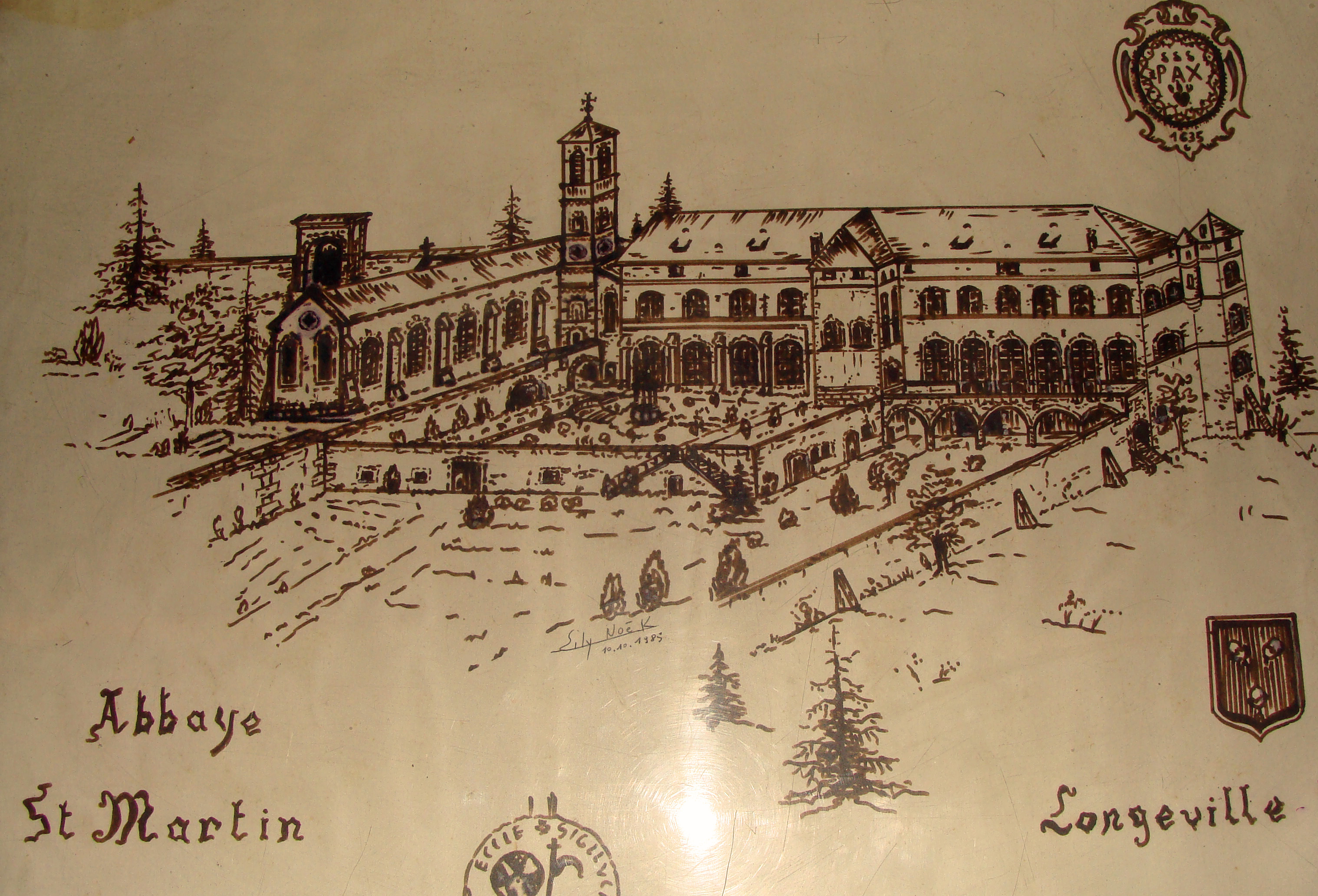
Abbaye Saint-Martin-des-Glandières en 1700, vue générale (dessin de Mme Keller).

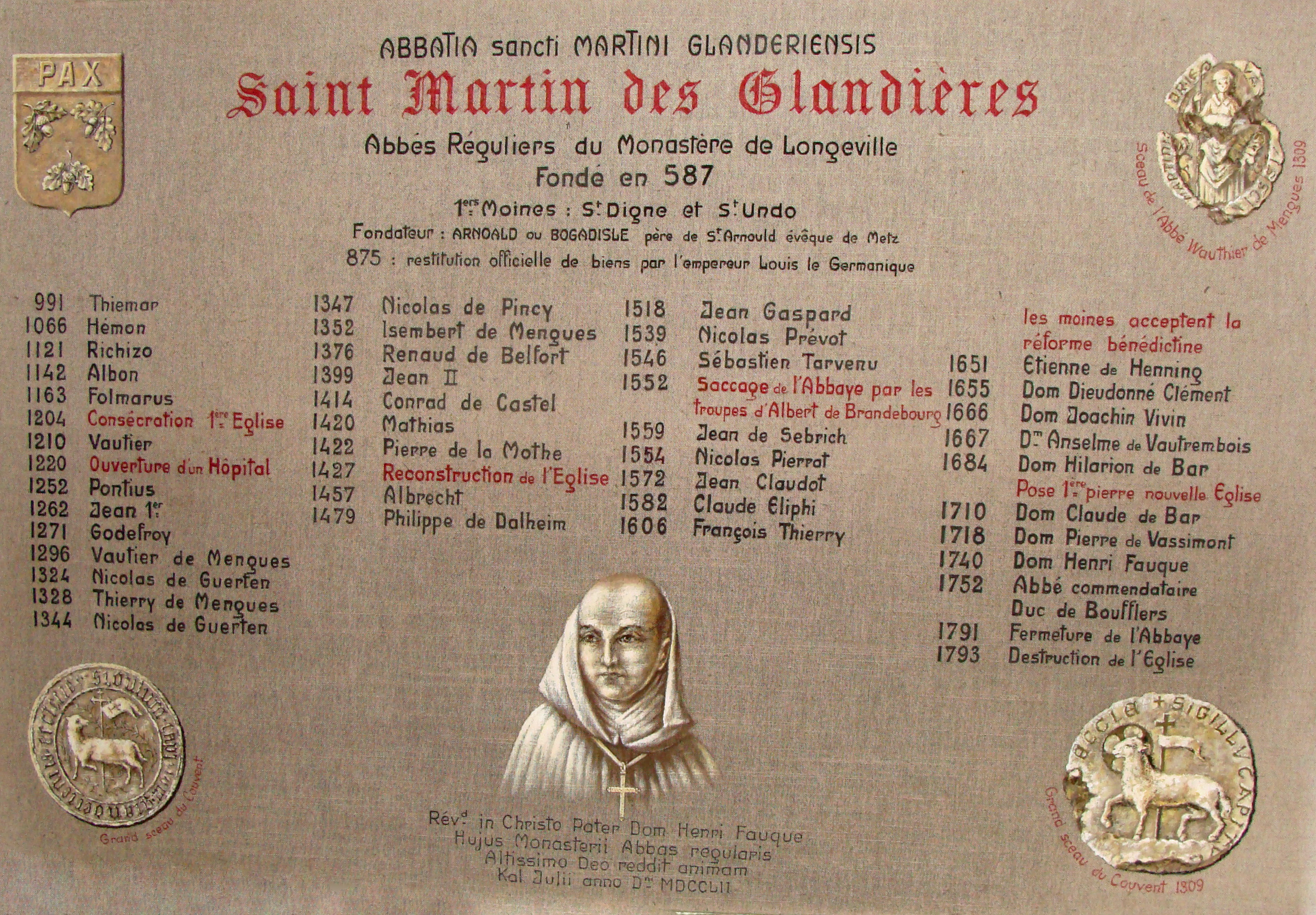
Abbaye Saint-Martin-des-Glandières, liste des abbés réguliers.

### Les origines
- Vers 587, fondation de l’abbaye.
- Saint Digne, abbé.
- Saint Oudon (Undon), abbé.
- Arnoul (Arnold) Bodogisel, considéré comme troisième abbé et fondateur de l’abbaye.

...
- Vers 765, abbé Rabigaudus (Rabigardus).

...

### Liste des abbés réguliers
Cette liste est affichée dans la crypte de l’abbaye :
- 991, Thiémar.
- 1066, Hémon.
- 1121, Richizo.
- 1142, Albon.
- 1163, Folmarus.
- 1210, Vautier.
- 1252, Pontius.
- 1262, Jean Ier.
- 1271,Godefroy.
- 1296, Vautier de Mengue.
- 1324, Nicolas de Guerten.
- 1347, Nicolas de Pincy.
- 1352, Isembert de Mengues.
- 1376, Renaut de Belfort.
- 1399, Jean II
- 1414, Conrad de Castel.
- 1420, Mathias.
- 1422, Pierre de la Mothe.
- 1457, Albrecht.
- 1479, Philippe de Dalheim.
- 1518, Jean Gaspard.
- 1539, Nicolas Prévôt.
- 1546, Sébastien Tarvenu.
- 1559, Jean de Sebrich.
- 1554, Nicolas Pierrat.
- 1572, Jean Claudot.
- 1582, Claude Eliphi.
- 1606, François Thierry. Les moines acceptent la réforme bénédictine le 29 septembre 1606. Le monastère s’agrège à la congrégation de Saint-Vanne et Saint-Hydulphe de l’abbaye Saint-Vanne de Verdun.
- 1651, Étienne de Henning.
- 1655, dom Dieudonné Clément.
- 1666, dom Joachim Vivin.
- 1667, dom Anselme de Vautrembois.
- 1684, dom Hilarion de Bar.
- 1710, dom Claude de Bar.
- 1718, dom Pierre de Bassimon.
- 1740, dom Henri Fauque.
- 1752, abbé commendataire duc de Boufflers.
- 1791, fermeture de l’abbaye et 1793, destruction de l’église.

### Période franciscaine
- 1905, venue de moines franciscains.
- 1906, père Materne Réderstorff
- 1913-1919, père Bernardin Bender
- 1950, départ des moines.
- 1965, père Théophile aumônier de la maison de repos
- 1972, père Christophe André, aumônier de l’abbaye.

## Description de l’abbaye

### Tour nord
La tour nord de l’abbaye faisait partie de l’enceinte défensive du site et est l’une des parties les plus anciennes de Saint-Martin-des-Glandières.

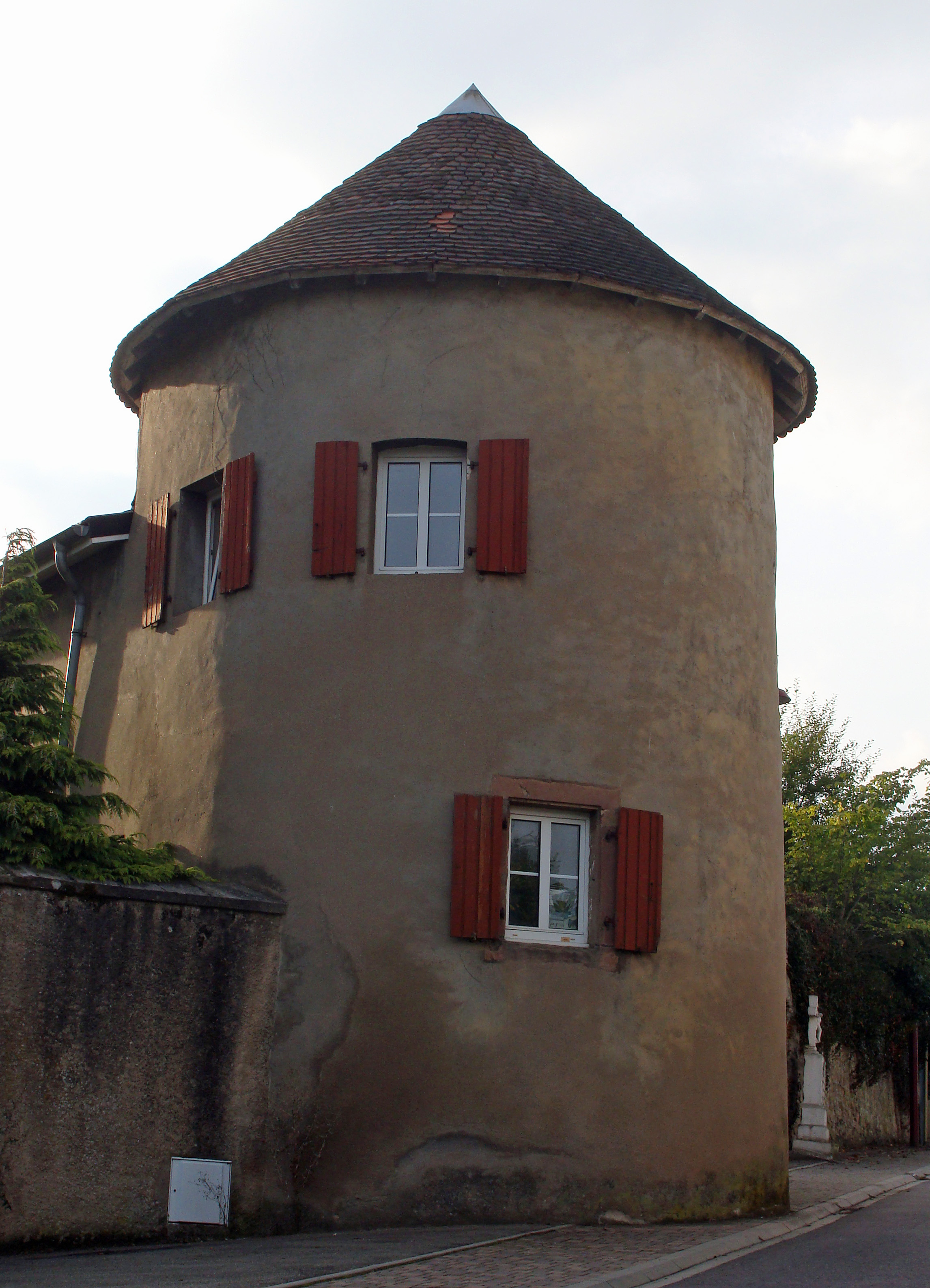
Tour Nord (vue de l'extérieur).
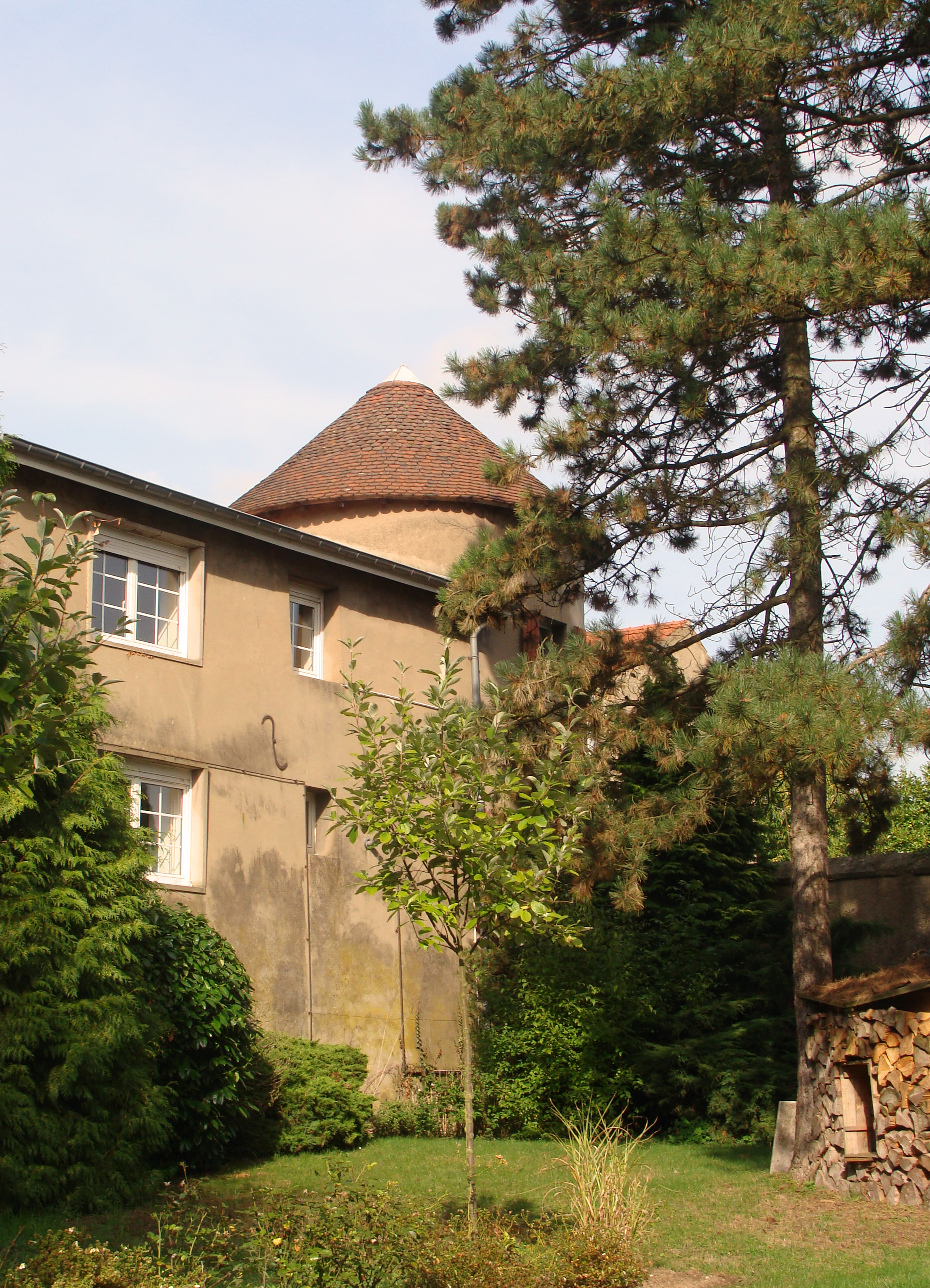
Ancienne tour Nord vue du parc.

### Entrées
Le grand porche principal construit en 1725 sous l’impulsion de dom Pierre de Vassimont (1718-1740) a été démoli accidentellement il y a quelques années. Il a été partiellement restauré sans son arcature d’origine. À ses côtés subsiste la porterie. Le grand porche intact d’une entrée latérale, bâti en pierre de taille, est conservé. Face à l’abbaye subsiste le portail de l’ancien jardin. Le porche donnant autrefois sur l’ossuaire de l’église abbatiale subsiste également aux côtés de la grande galerie de l’ancien cloître, à côté du parc.

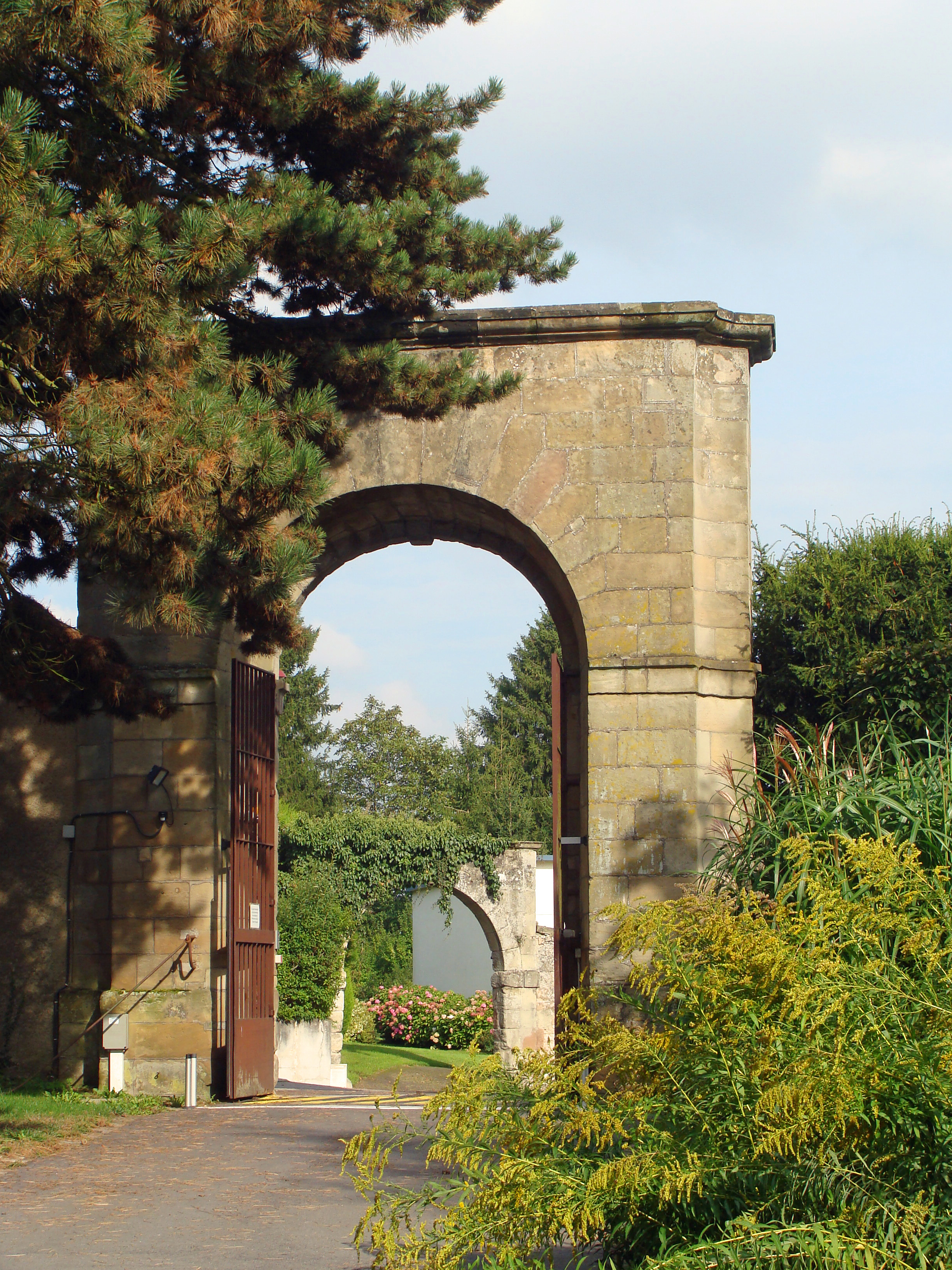
Le grand porche latéral.
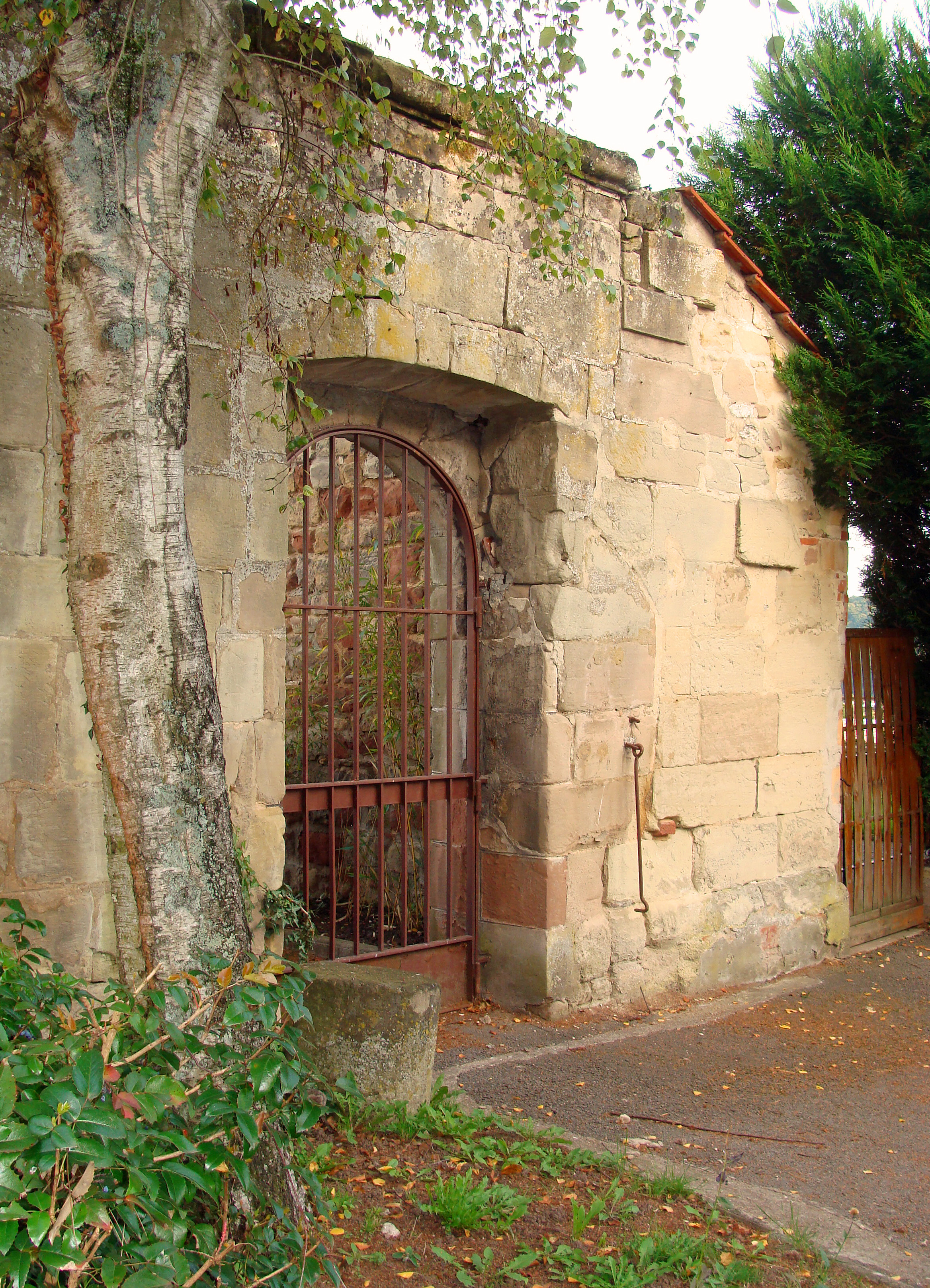
L’ancienne porterie.
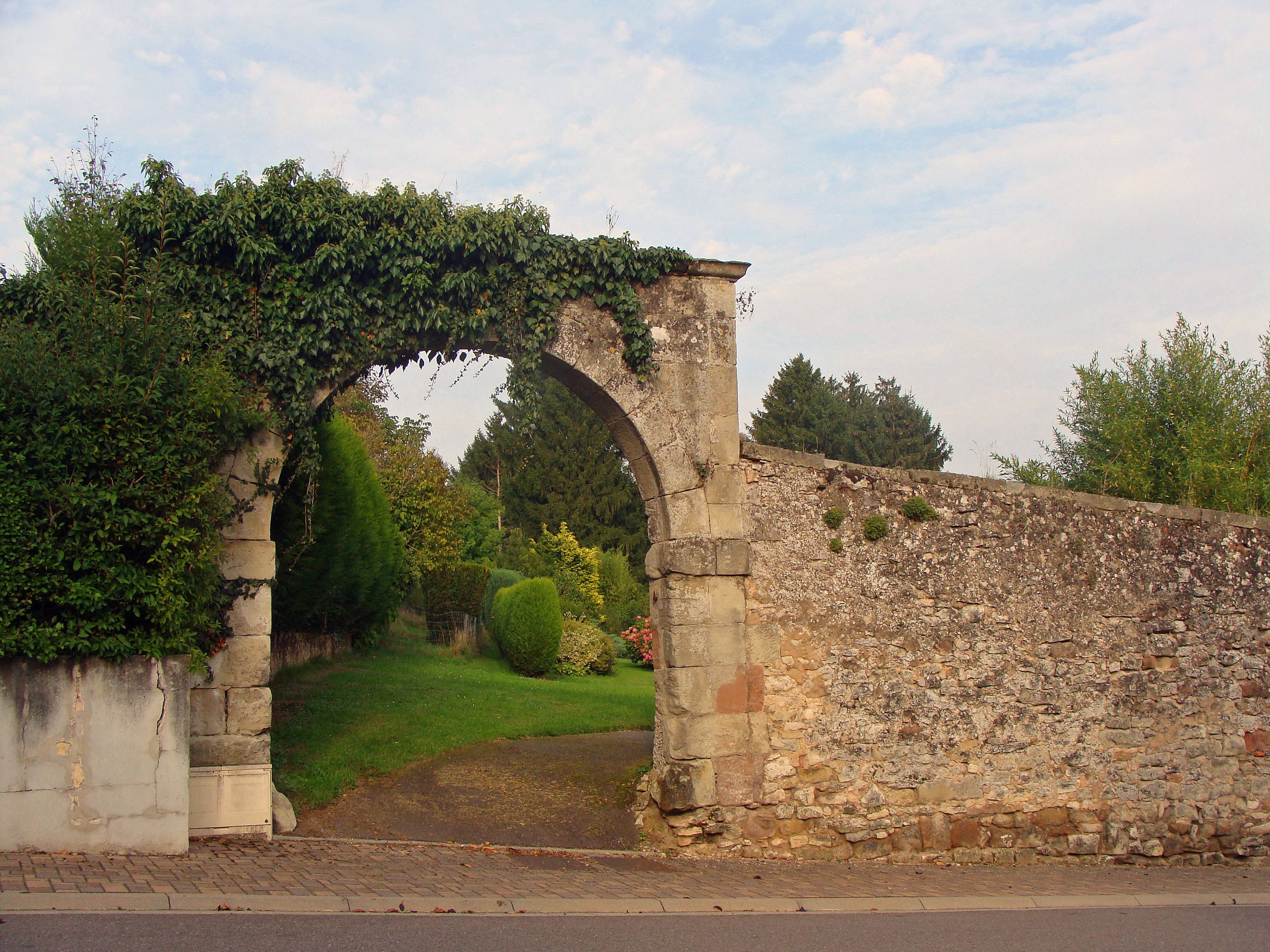
Entrée de l’ancien jardin.
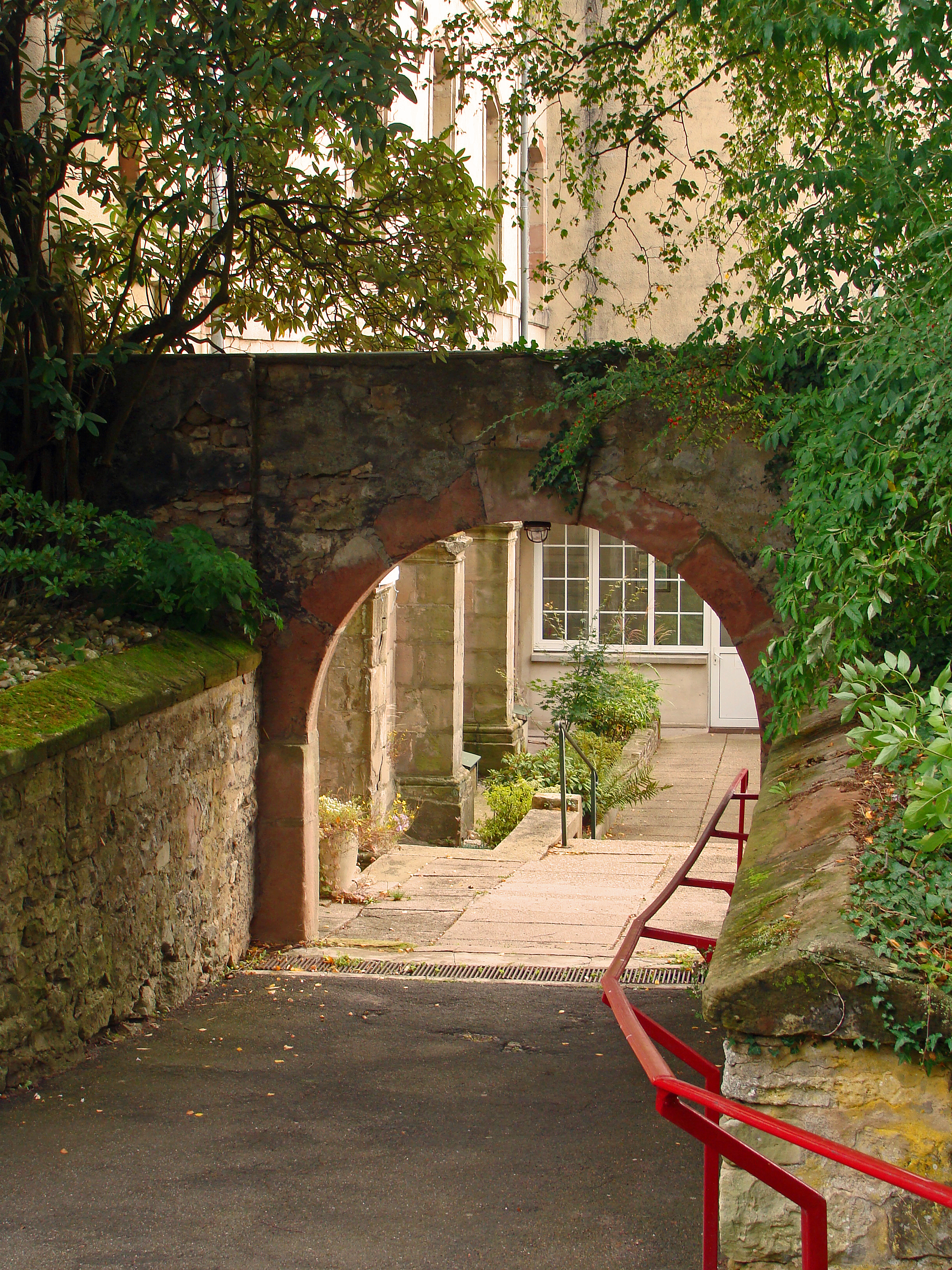
Ancien porche de l’ossuaire.

### Bâtiment abbatial principal
Le bâtiment abbatial se compose d’un long corps de quatre étages (une partie basse, un rez-de-chaussée et deux étages). La partie basse héberge les cuisines et les communs. Au rez-de-chaussée, sont conservés la grande galerie de l’ancien cloître, le grand salon, autrefois salle capitulaire, et d’autres salles de réunion. Une inscription, gravée sur l’un des piliers du cloître, nous donne la date de la première reconstruction : le 2 avril 1427. Cette reconstruction fut l’œuvre de l’abbé Pierre de la Mothe, abbé de 1422 à 1450. La seconde phase de reconstruction date des XVIIe et XVIIIe siècles. L’œuvre de reconstruction et de restauration, menée par dom Hilarion de Bar, à compter de 1684, complétée par les ajouts de dom Pierre de Vassimont, abbé de 1718 à 1740, confère à l’édifice son aspect actuel.

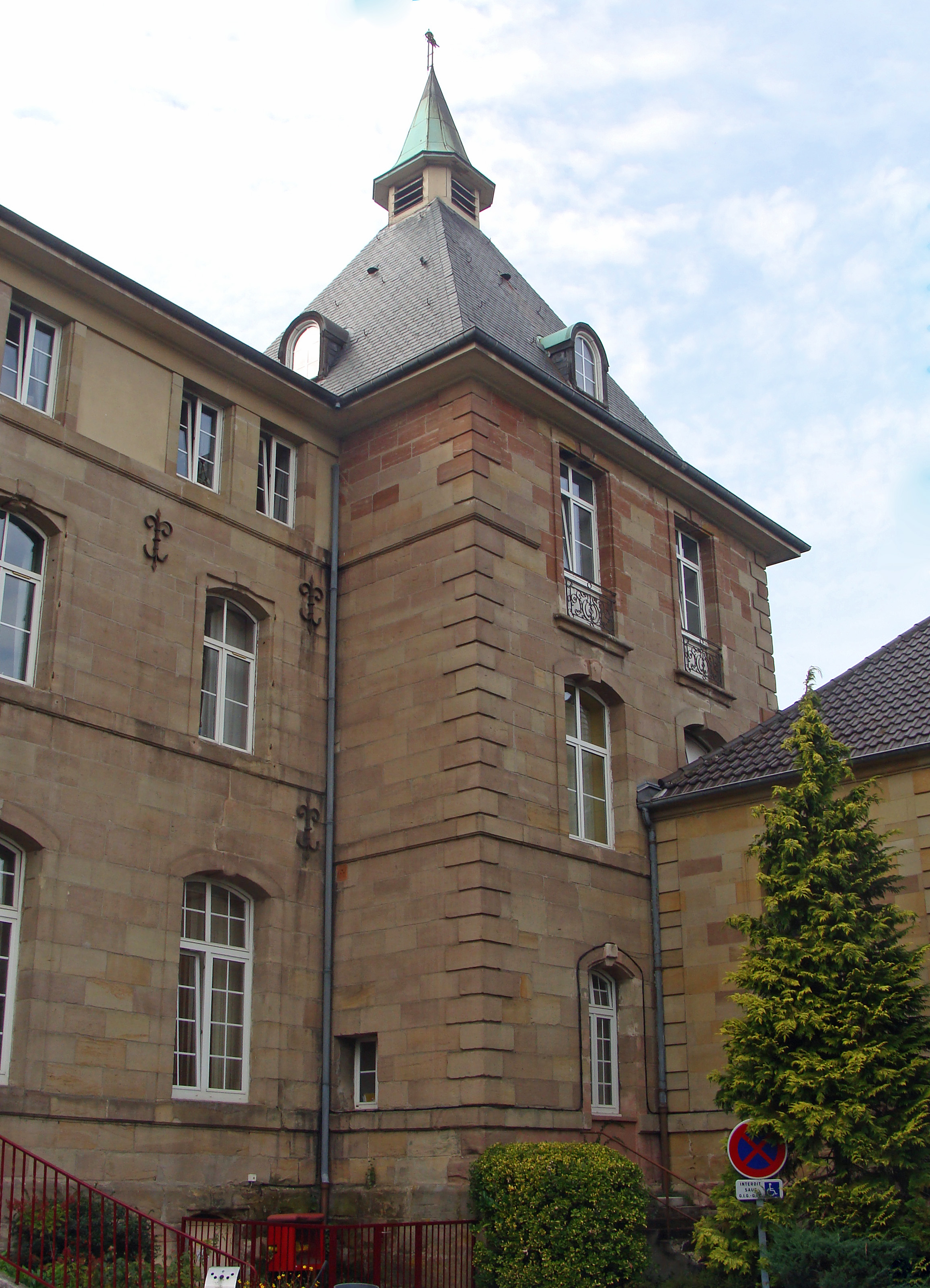
Abbaye Saint-Martin-des-Glandières : la tour principale.
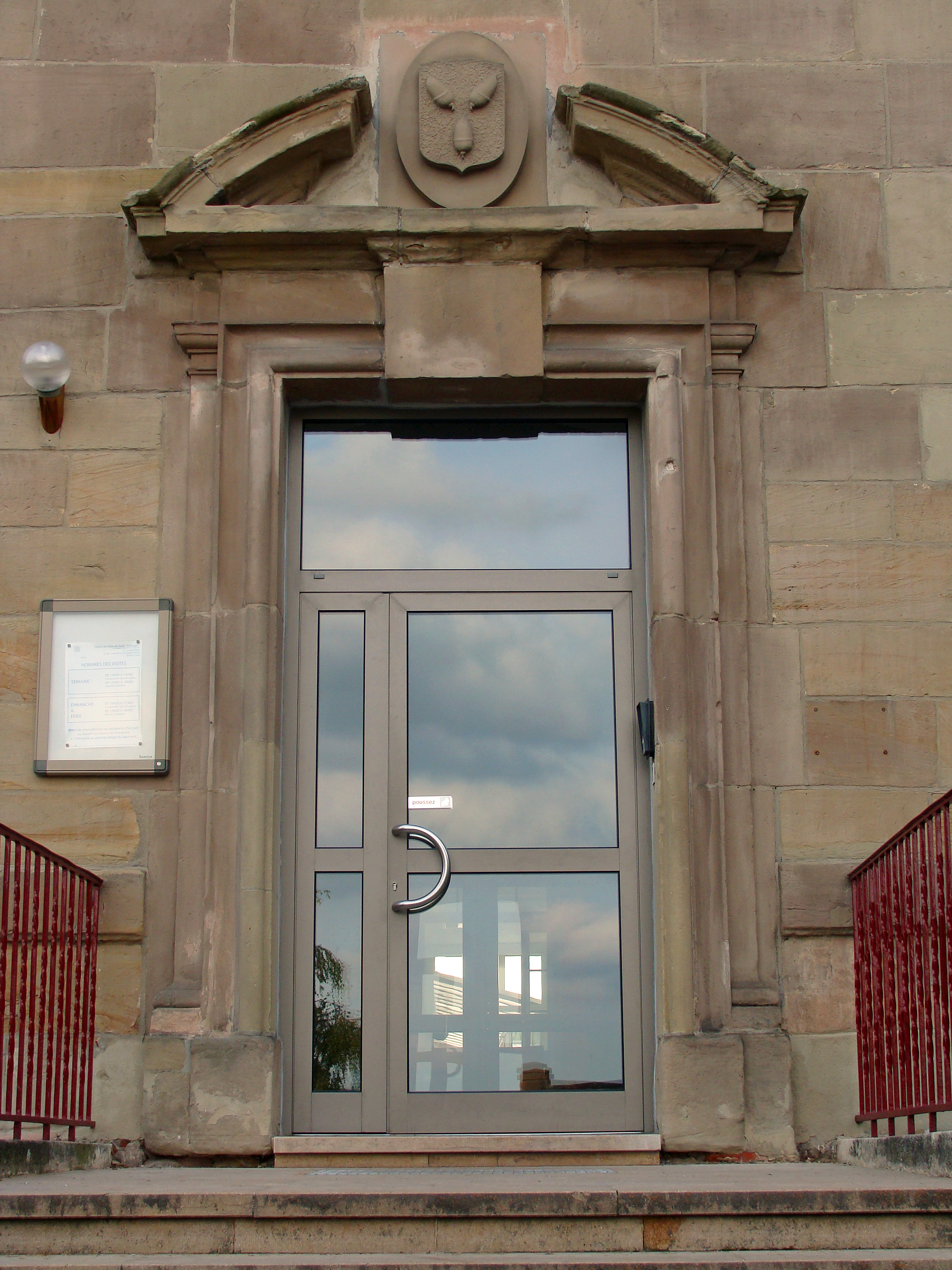
Porte d’entrée de l’abbaye.
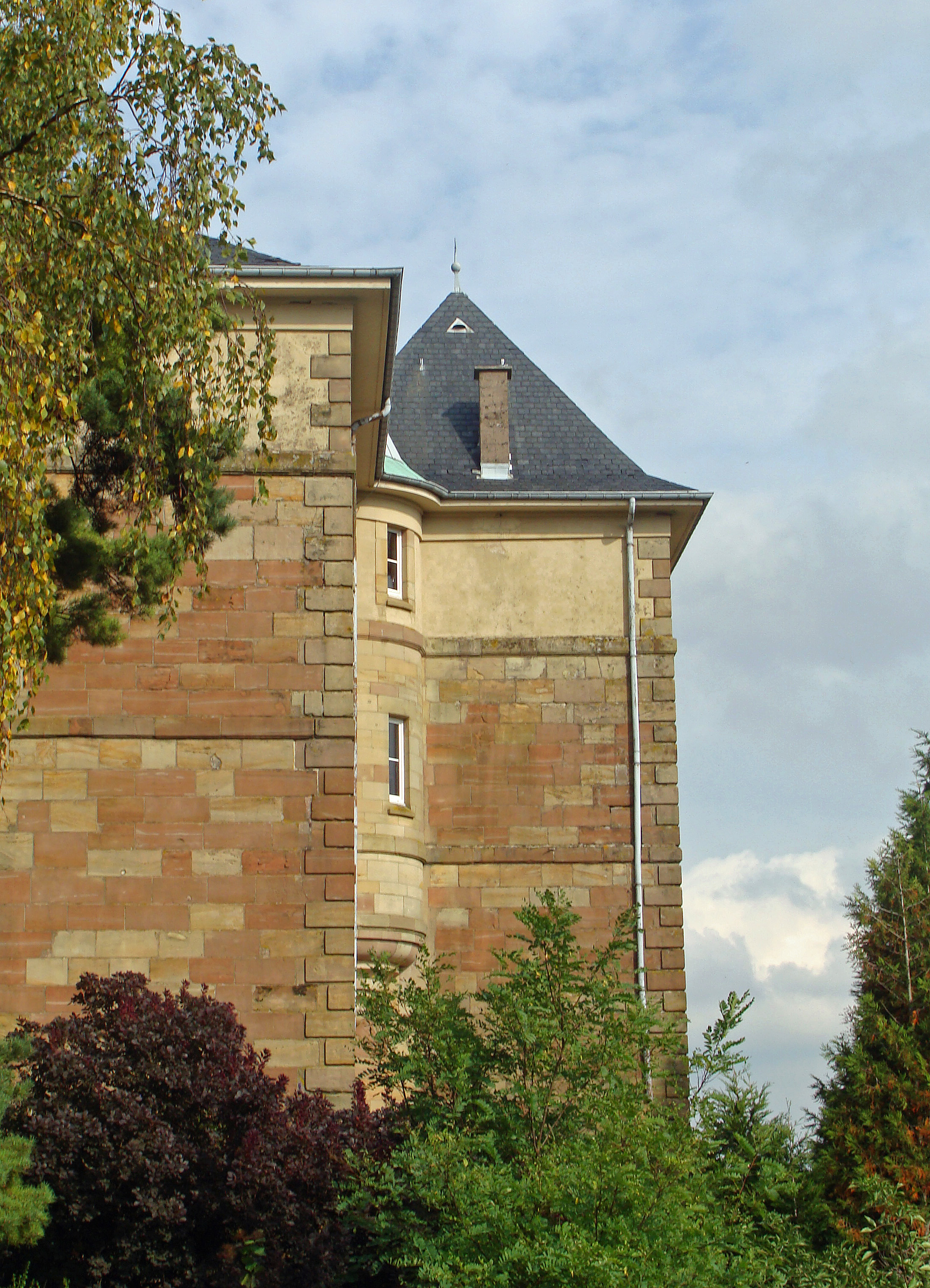
L’échauguette côté sud.
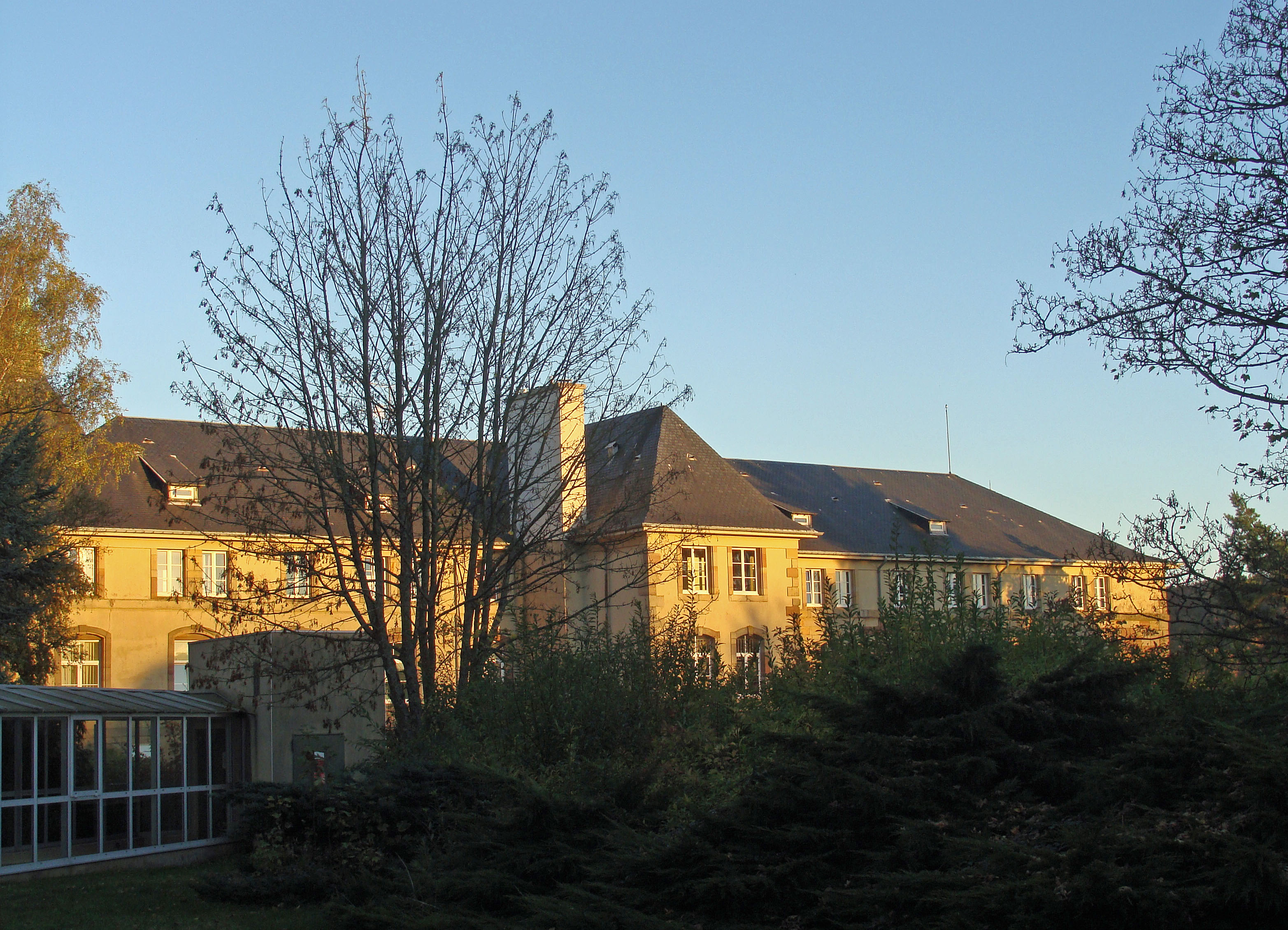
Vue arrière du bâtiment abbatial.
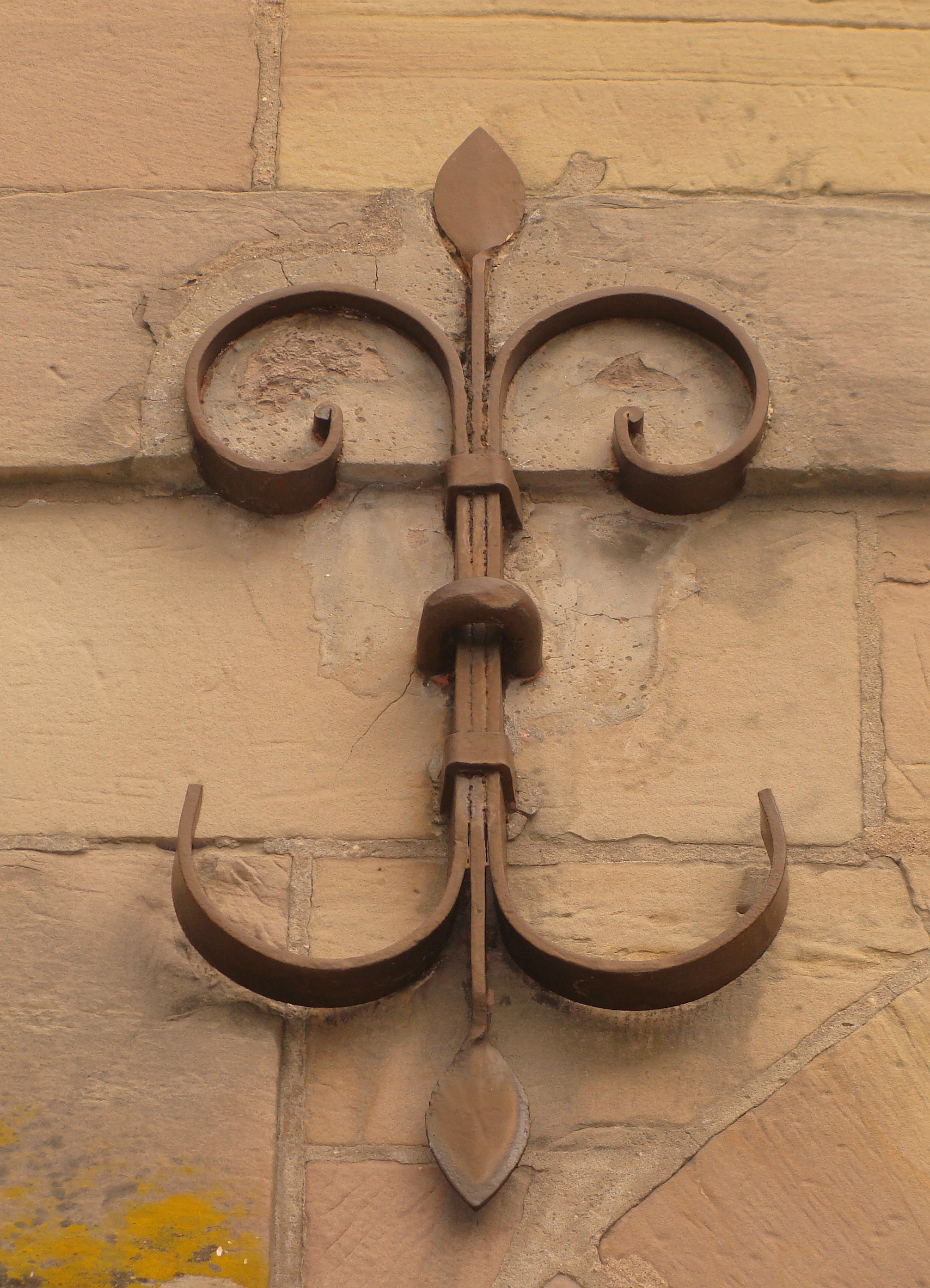
Fleur de lys de la façade.
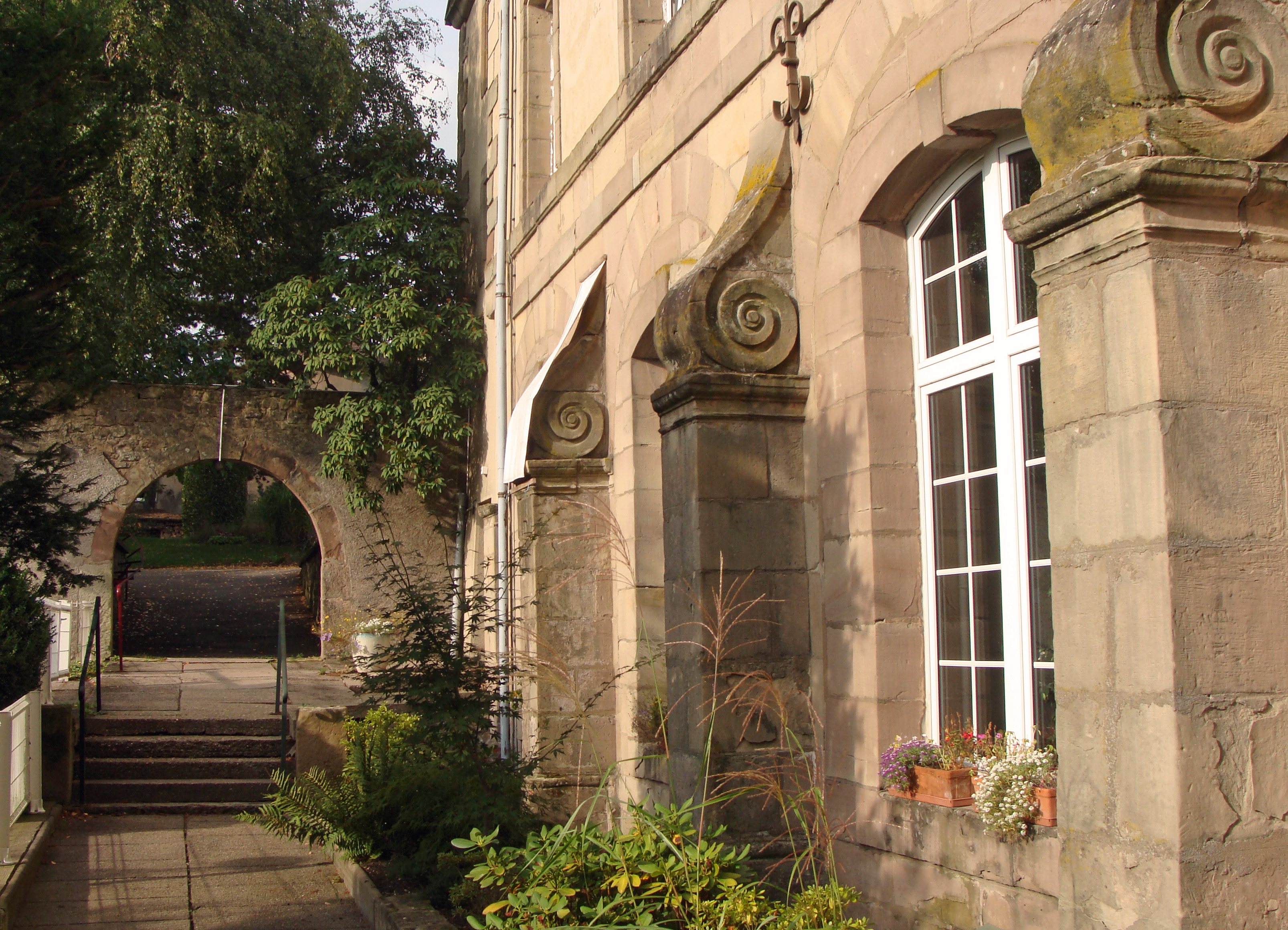
Les contreforts de la grande galerie côté parc.
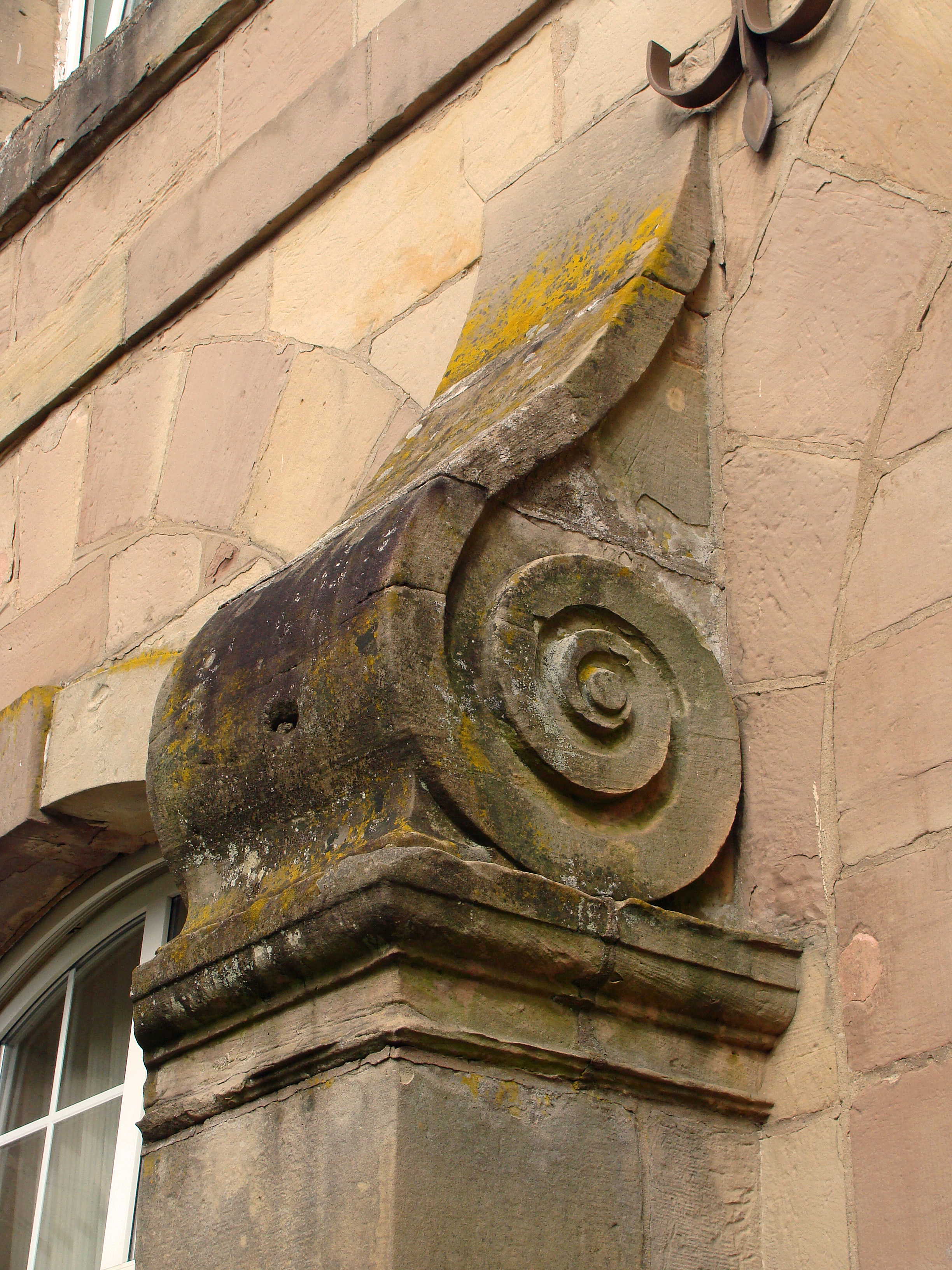
Détail d’une sculpture de contrefort.
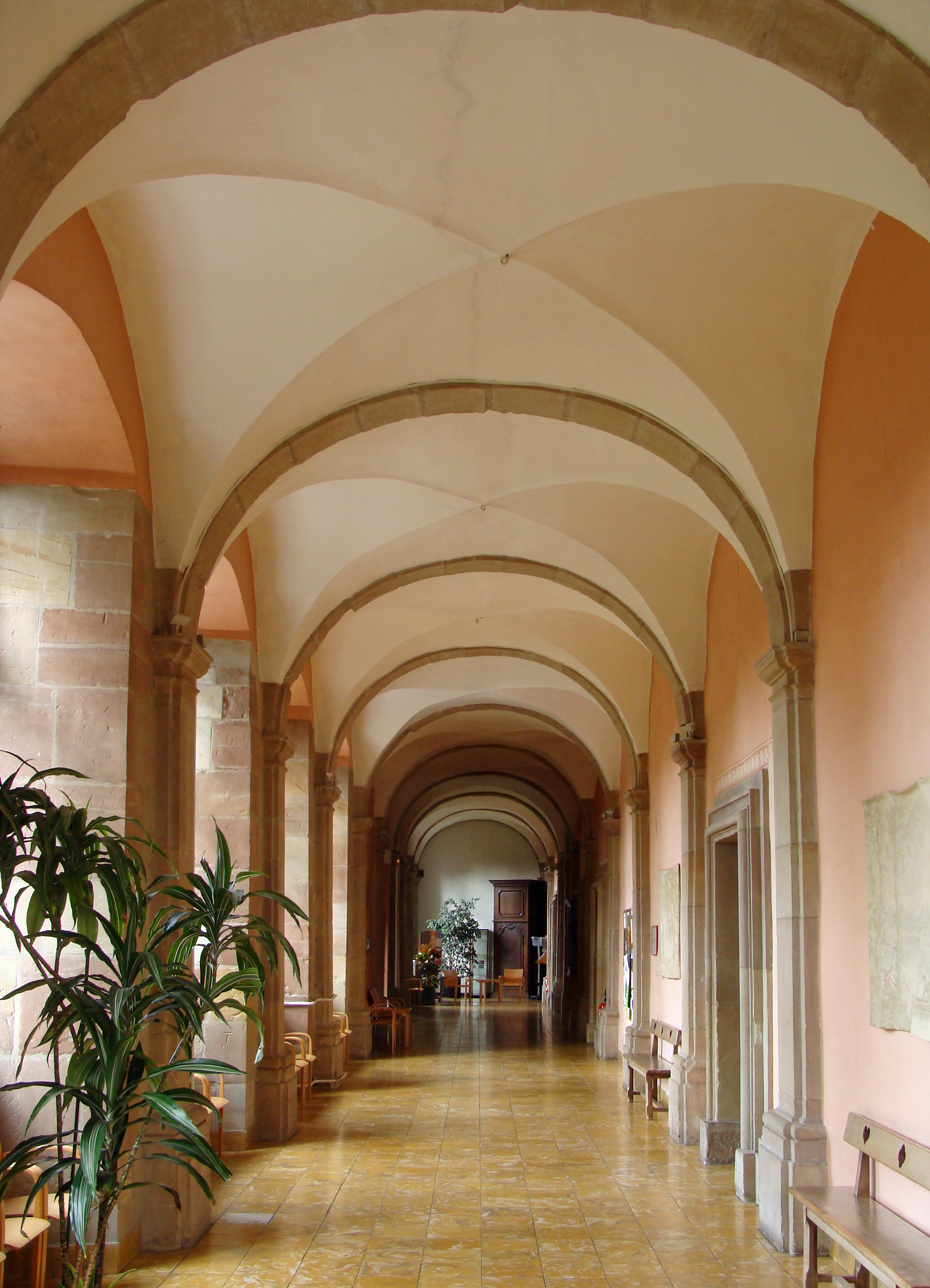
Vue de la grande galerie (nord).
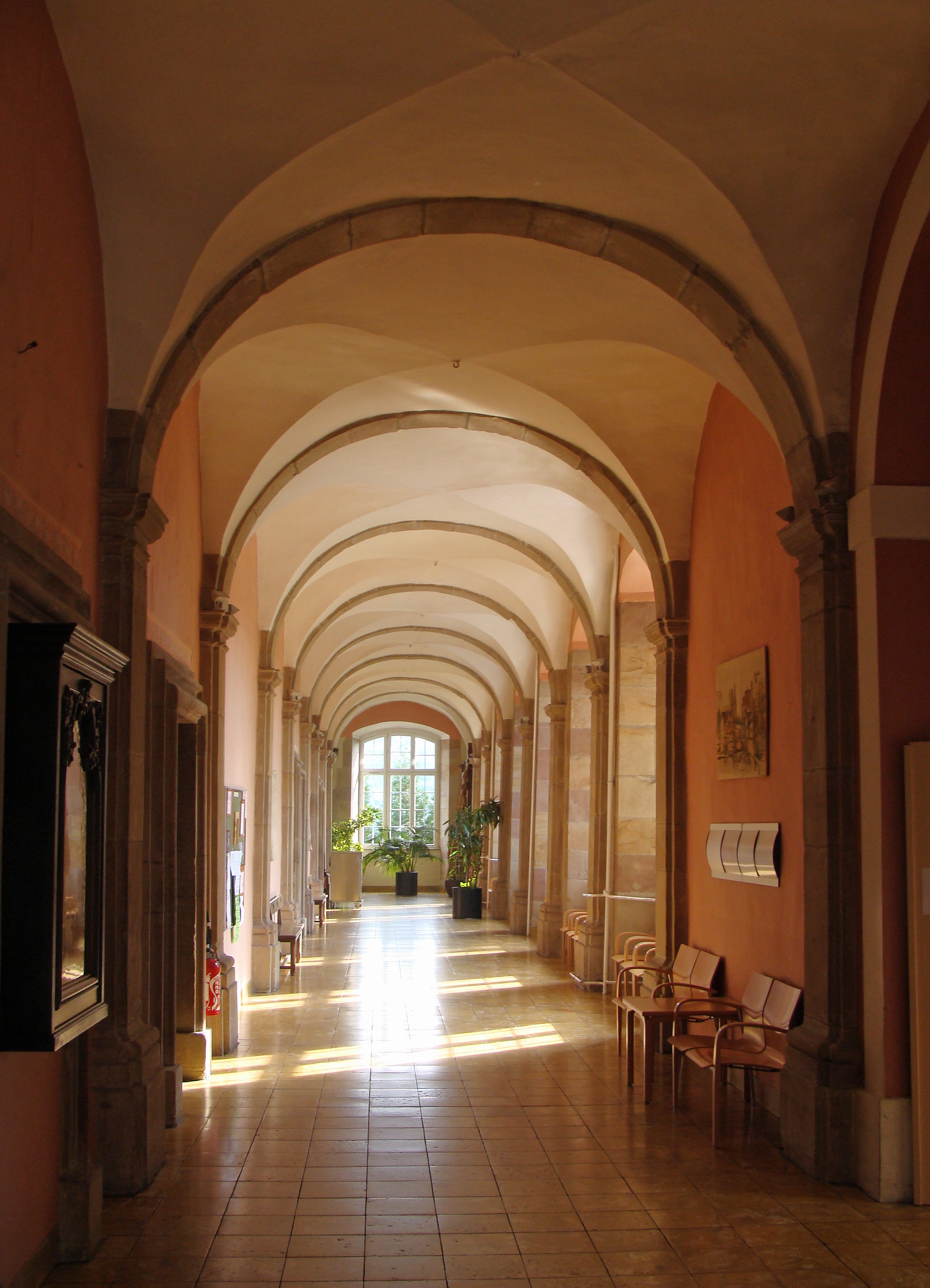
Vue de la grande galerie (sud).
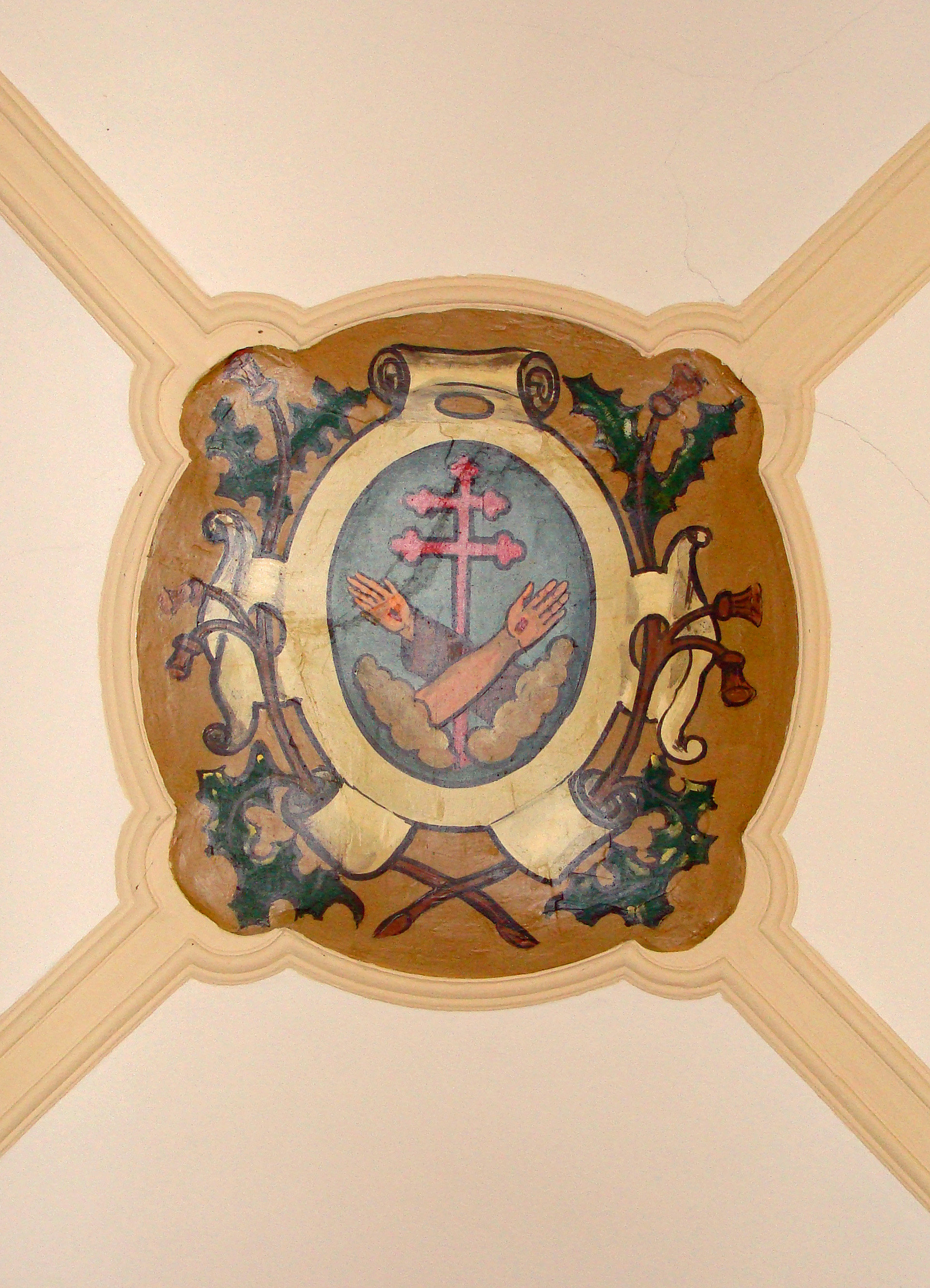
Clé de voûte du salon du palais abbatial.
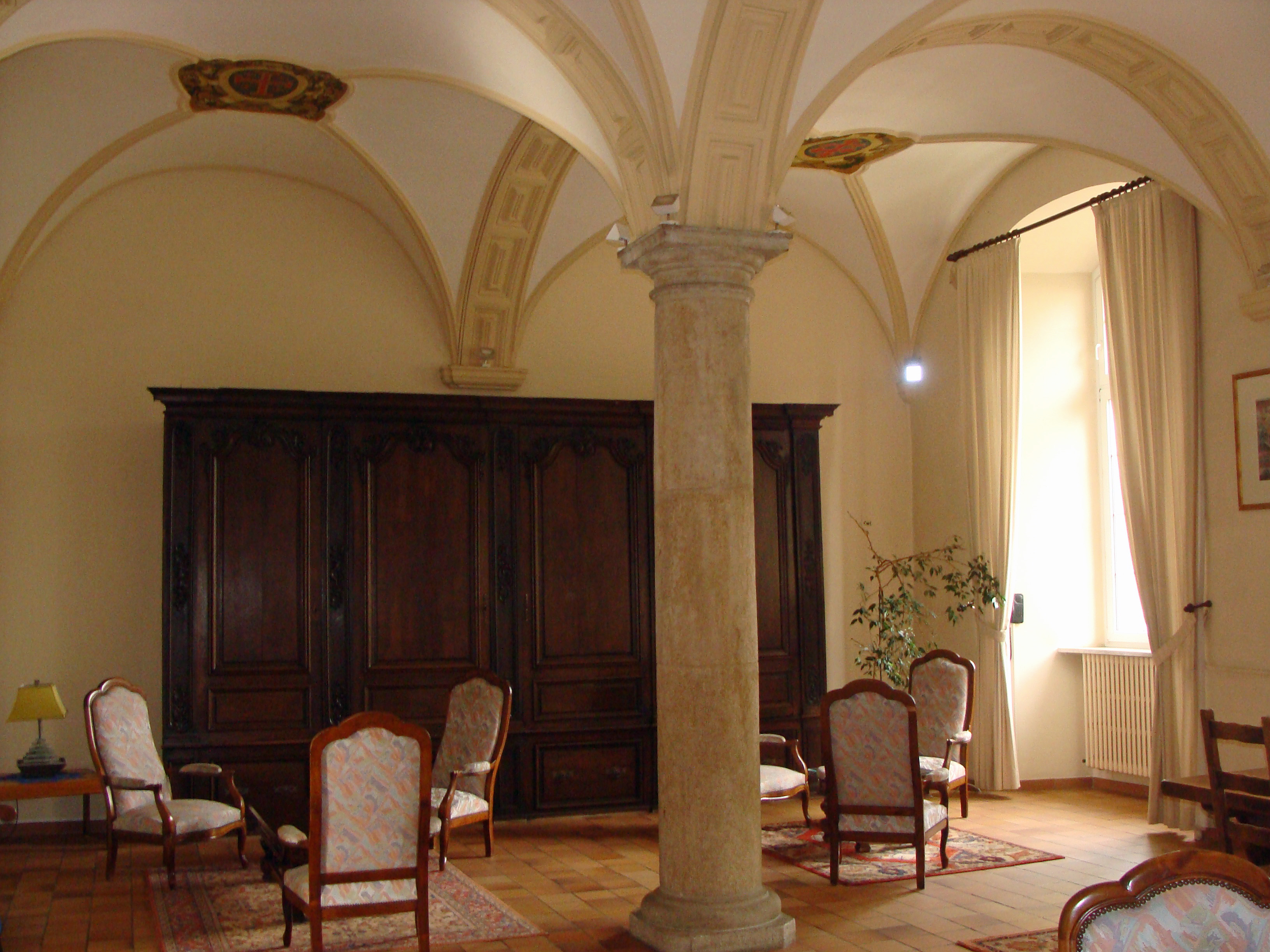
Le grand salon (classé) du palais abbatial et armoire lorraine.
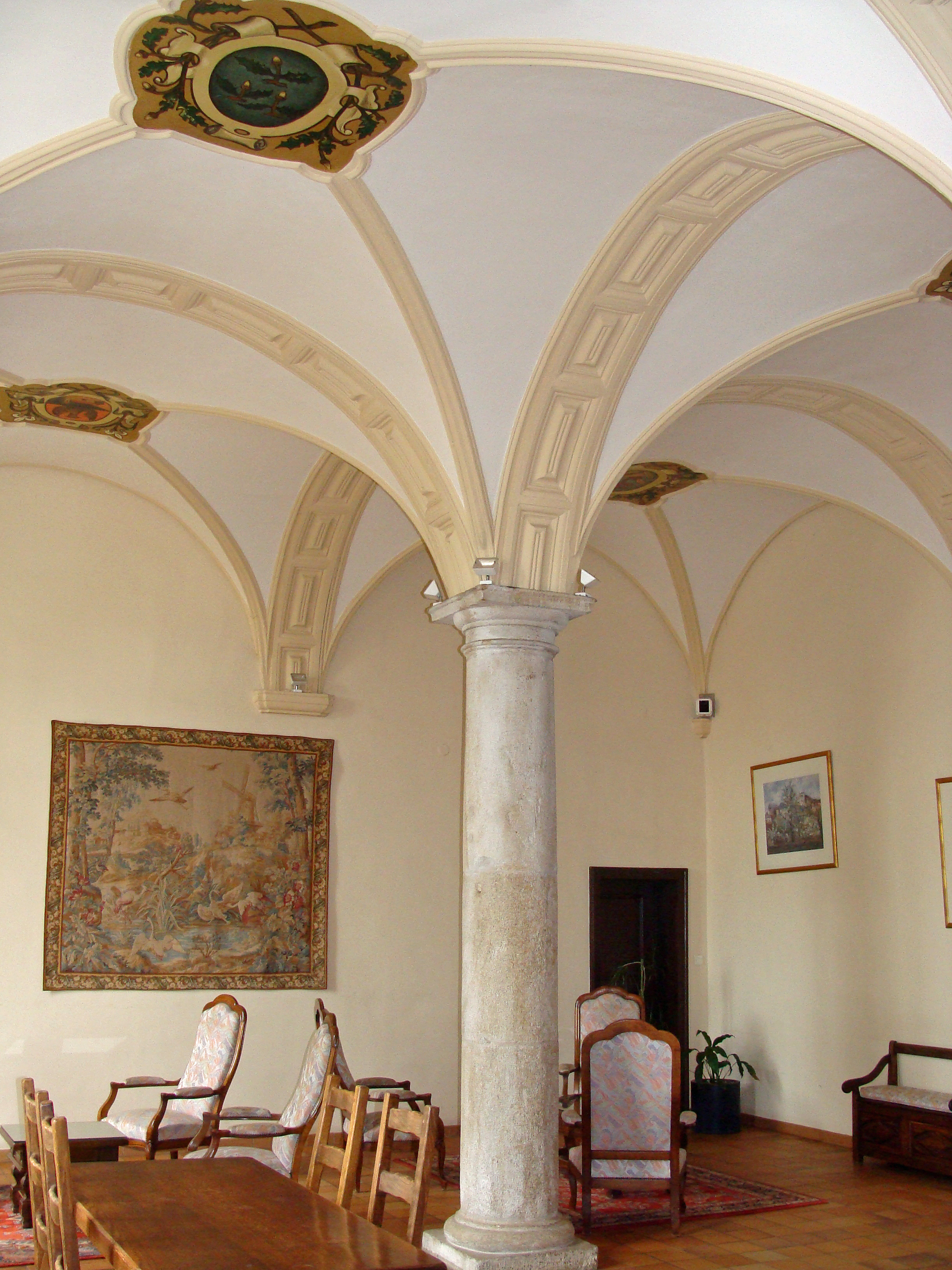
Le grand salon.
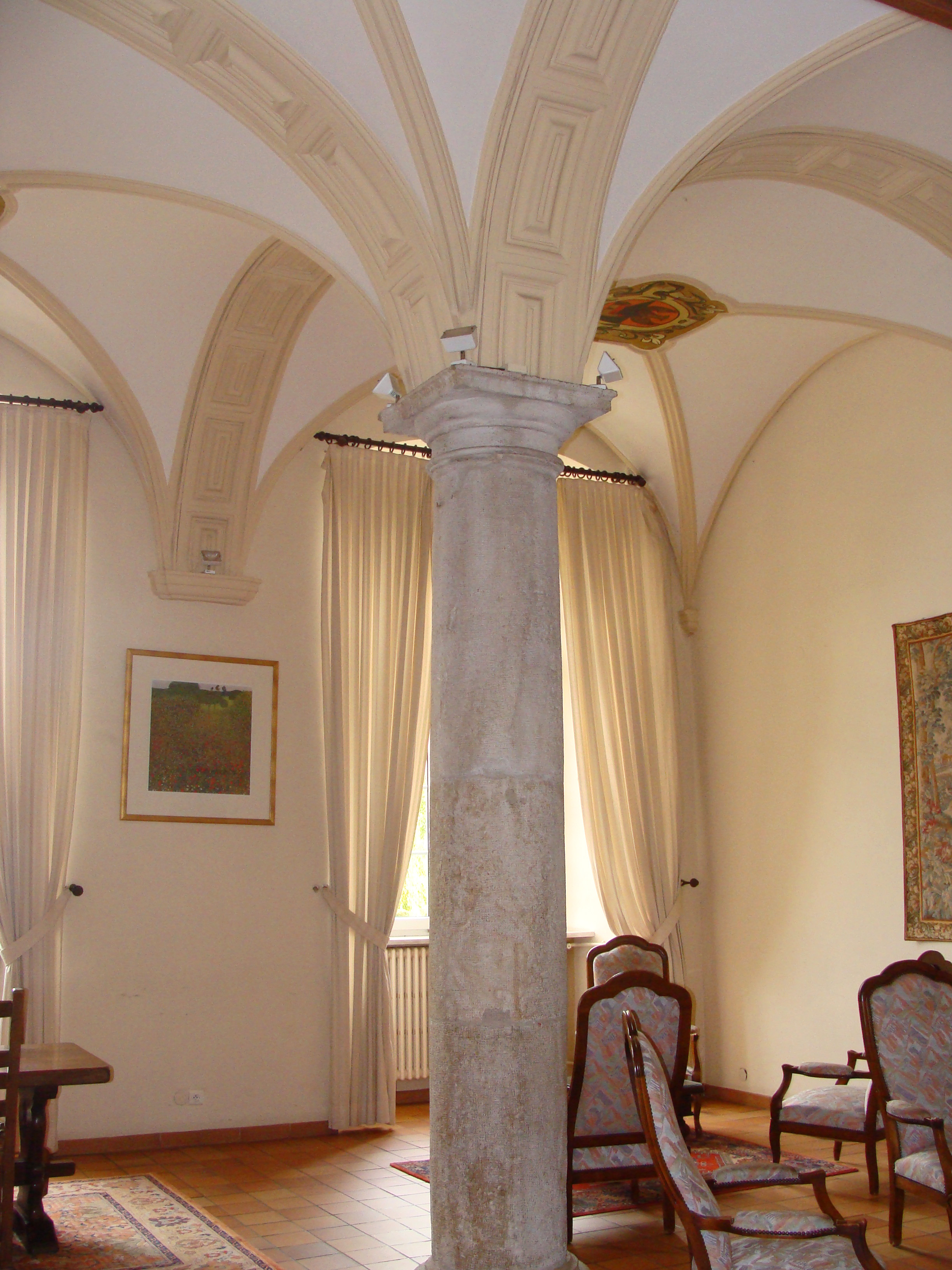
Arcatures du grand salon du palais abbatial.
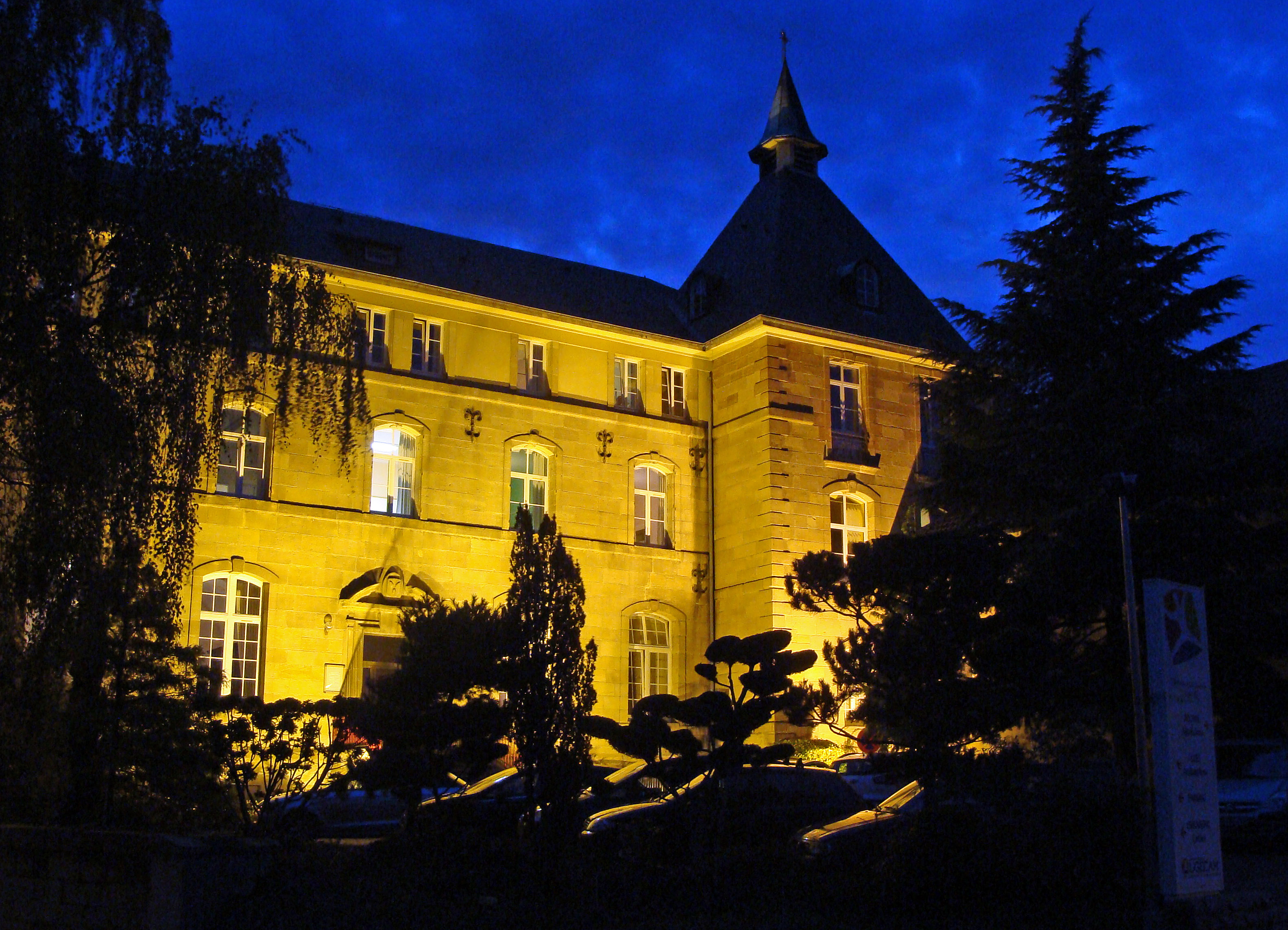
Façade principale, vue de nuit.
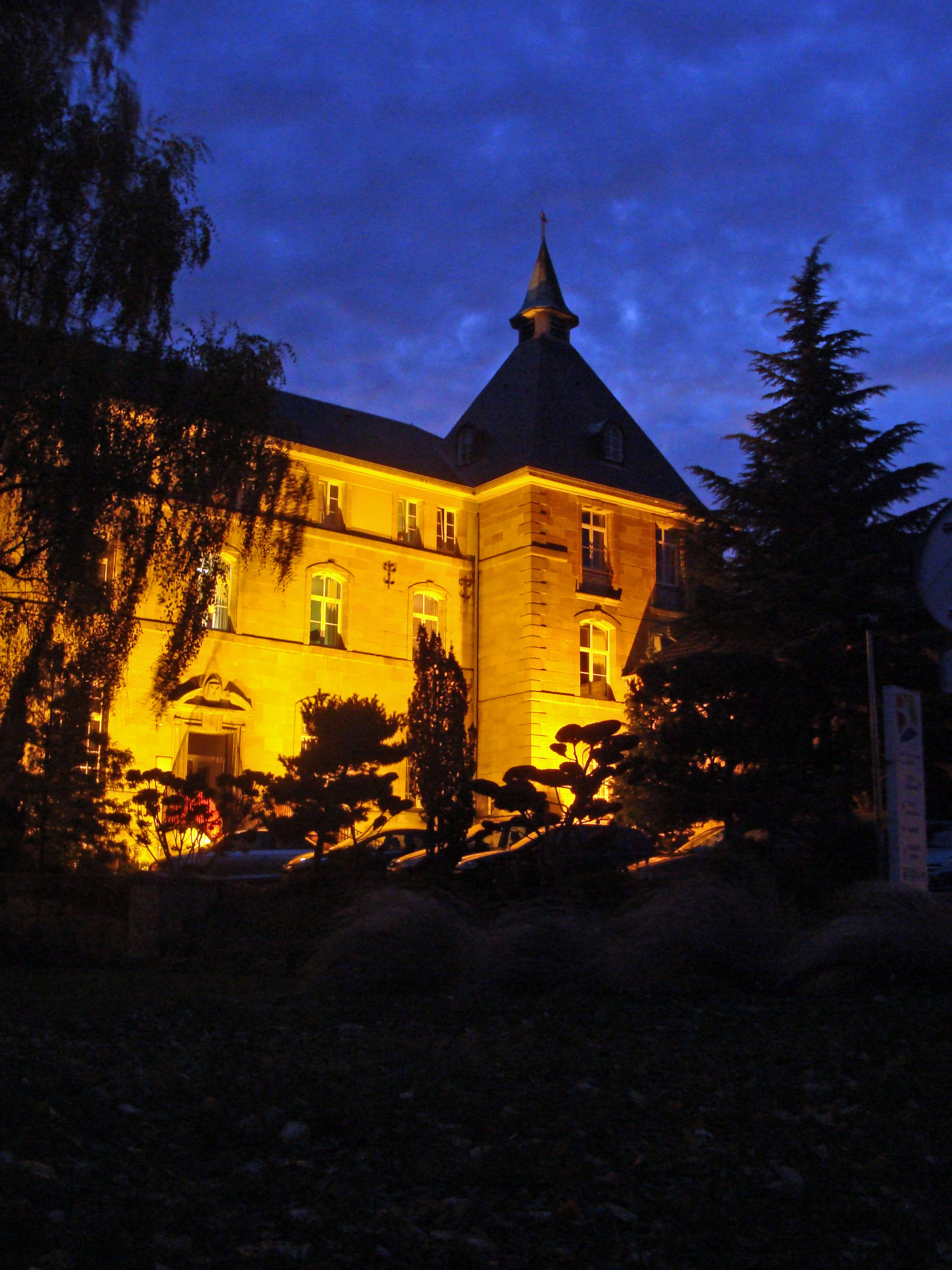
Façade principale et tour, vue de nuit.

### Chapelle
La vaste chapelle actuelle remplace l’ancienne église abbatiale détruite en 1793 par Charles-Frédéric Durbach. Dom Pierre de Vassimont l’avait dotée en 1740 d’un portail monumental depuis disparu. Elle a été construite sur l’hôpital et l’ancien cellier de l’abbaye et rénovée entièrement en 1945-46. Elle se compose, ainsi que la crypte, de nombreux éléments anciens réutilisés lors des restaurations successives. La crypte a été aménagée en 1950 sous l’impulsion du père Constant Pilmes, dans les loges ayant servi d’ossuaire aux moines, en utilisant les matériaux anciens. On y a placé la meule de l’ancien moulin abbatial. La chapelle abrite deux sculptures et un chemin de croix de l’artiste naborien Helmut Muller (saint François d’Assise et saint Antoine). Le grand crucifix franciscain de saint Damien dans le chœur est l’œuvre de l’artiste-peintre Robert de Saint-Avold. Une ancienne statue de Notre-Dame est placée dans une chapelle latérale. La statue de la Vierge Notre-Dame de la Paix qui se trouve dans crypte a été sculptée dans un bloc de pierre du Massif-Central par maître Philippe Kaeppelin (1918-2011) qui a également sculpté les chapiteaux des colonnes de la crypte. La crypte est ornée de fresques réalisées par dom Saget de l’abbaye Saint-Maurice-et-Saint-Maur de Clervaux au Luxembourg, représentant l’histoire de l’abbaye de Saint-Martin-des-Glandières. La chapelle reste un lieu de dévotion et de pèlerinage à Notre-Dame de la Paix.

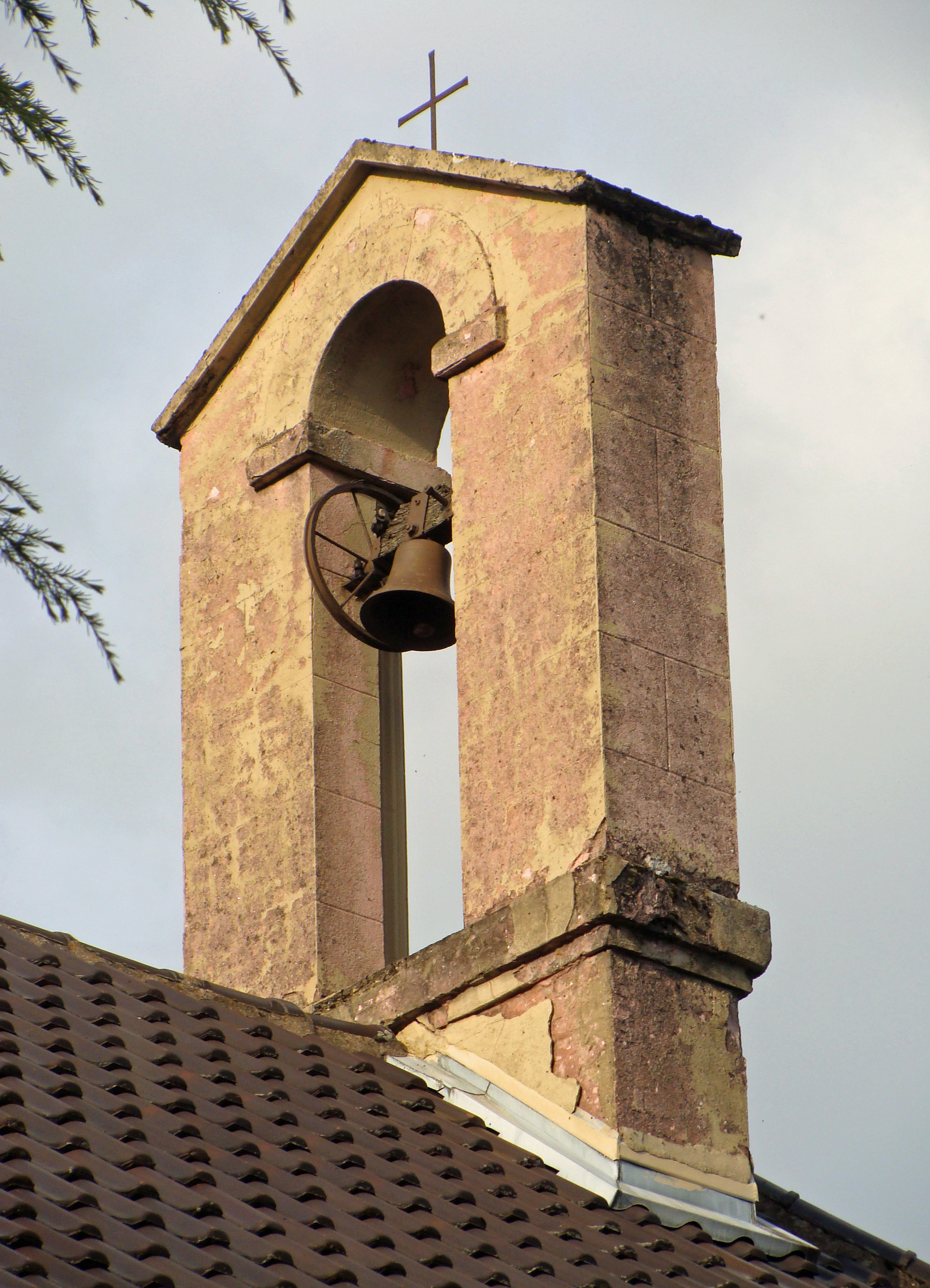
Clocheton de la chapelle.
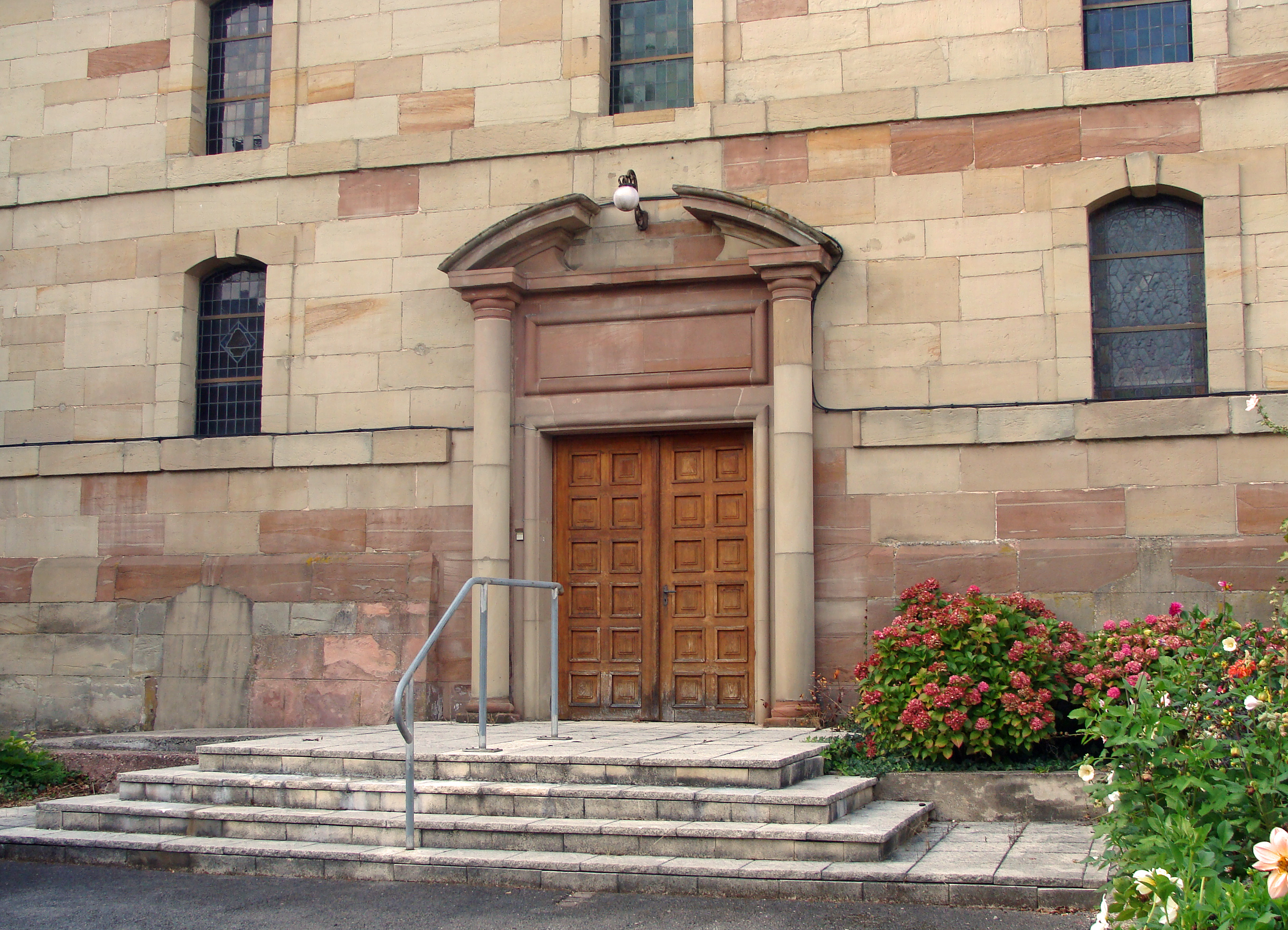
Entrée de la chapelle.
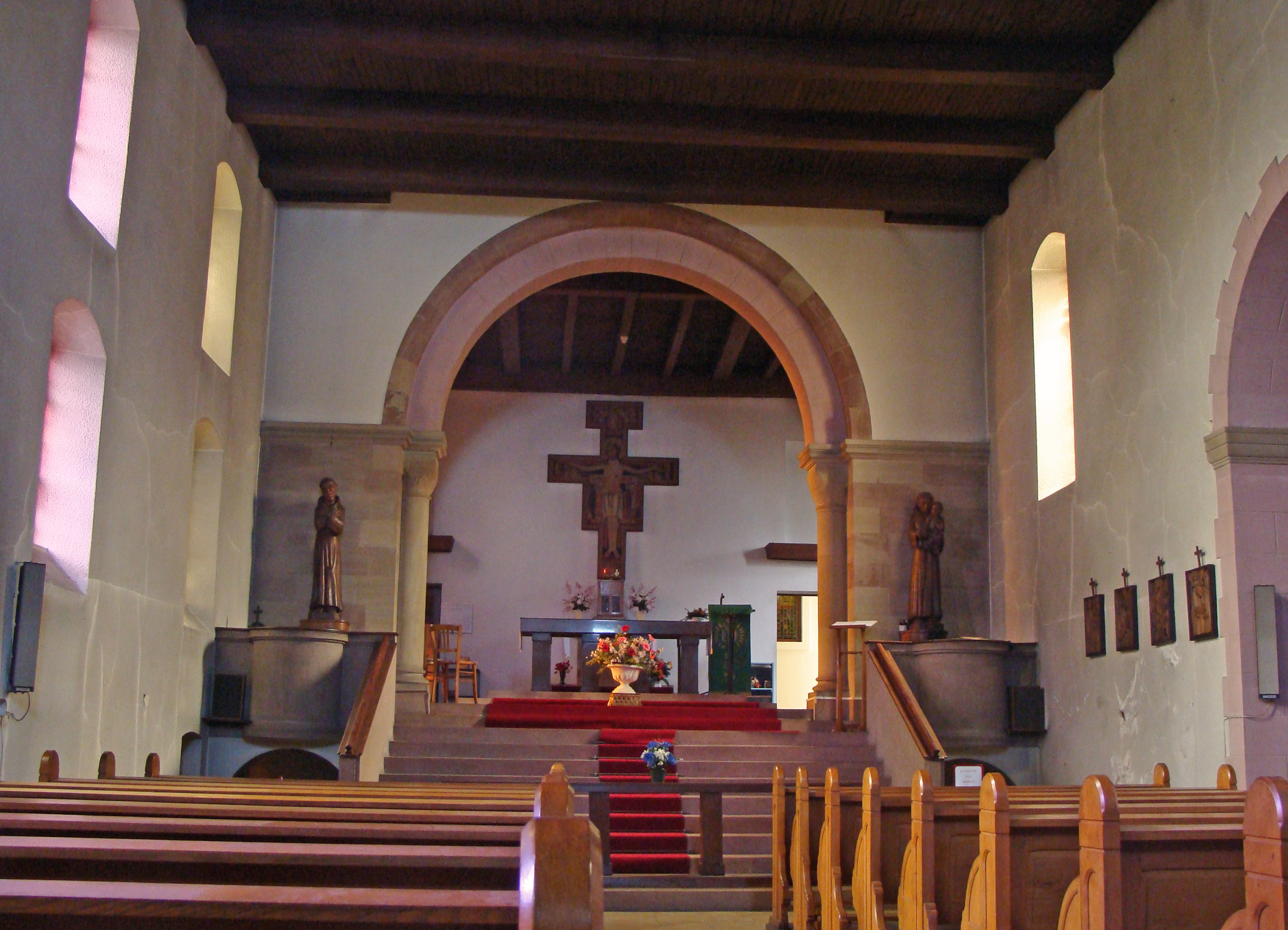
Intérieur de la chapelle.
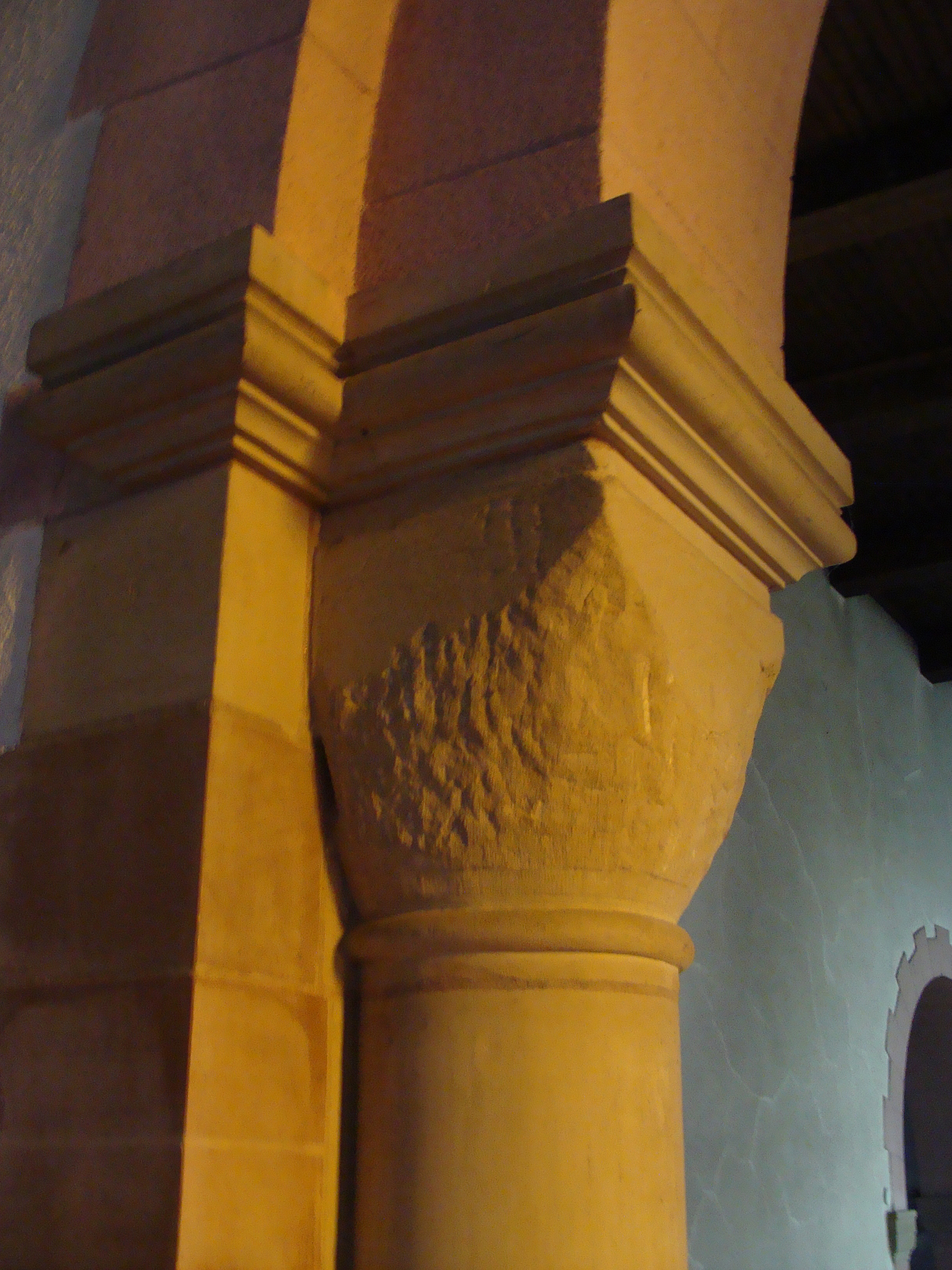
Chapiteau mutilé de l’ancienne église abbatiale.
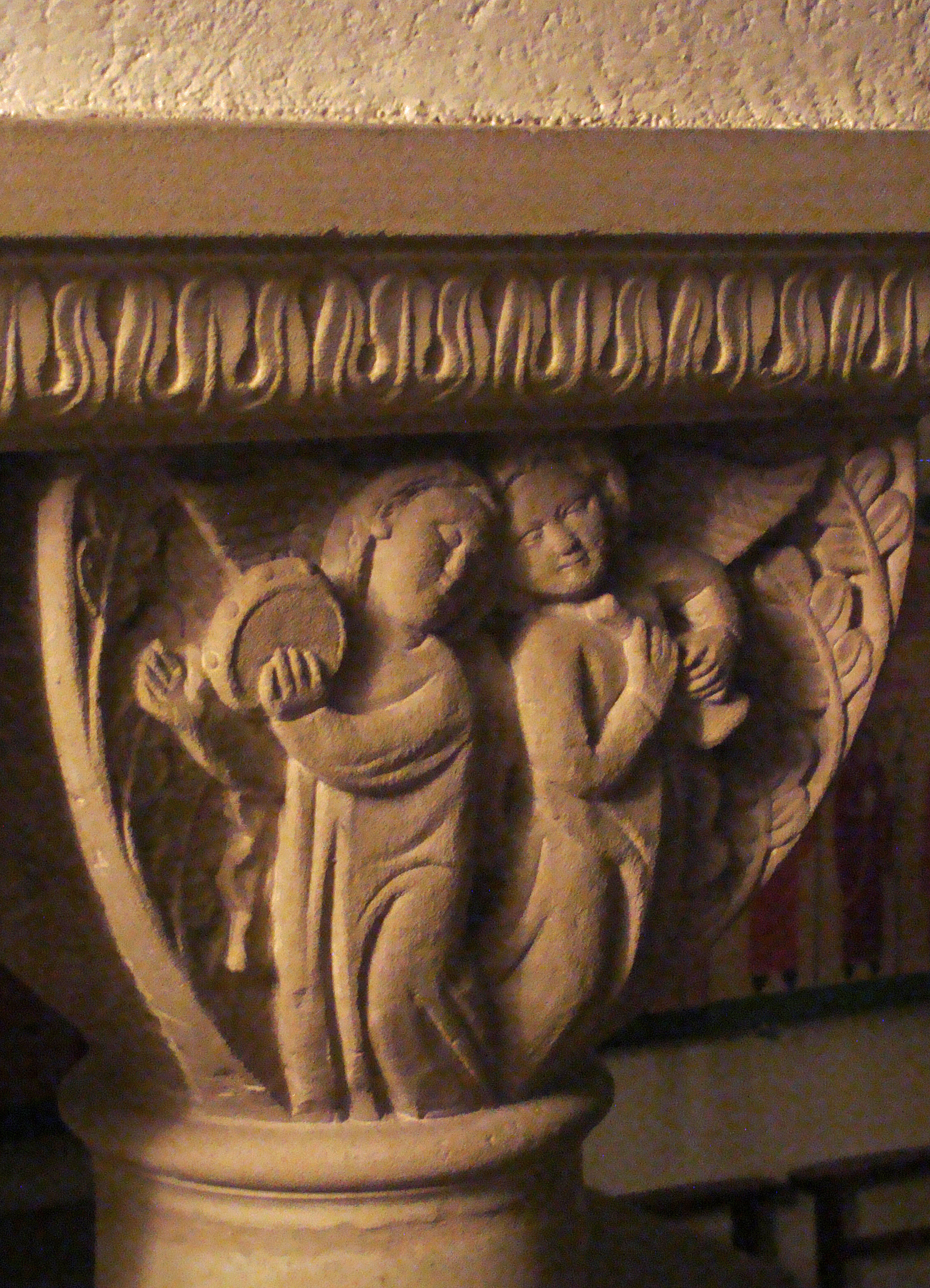
Chapiteau de la crypte de la chapelle. Anges musiciens.
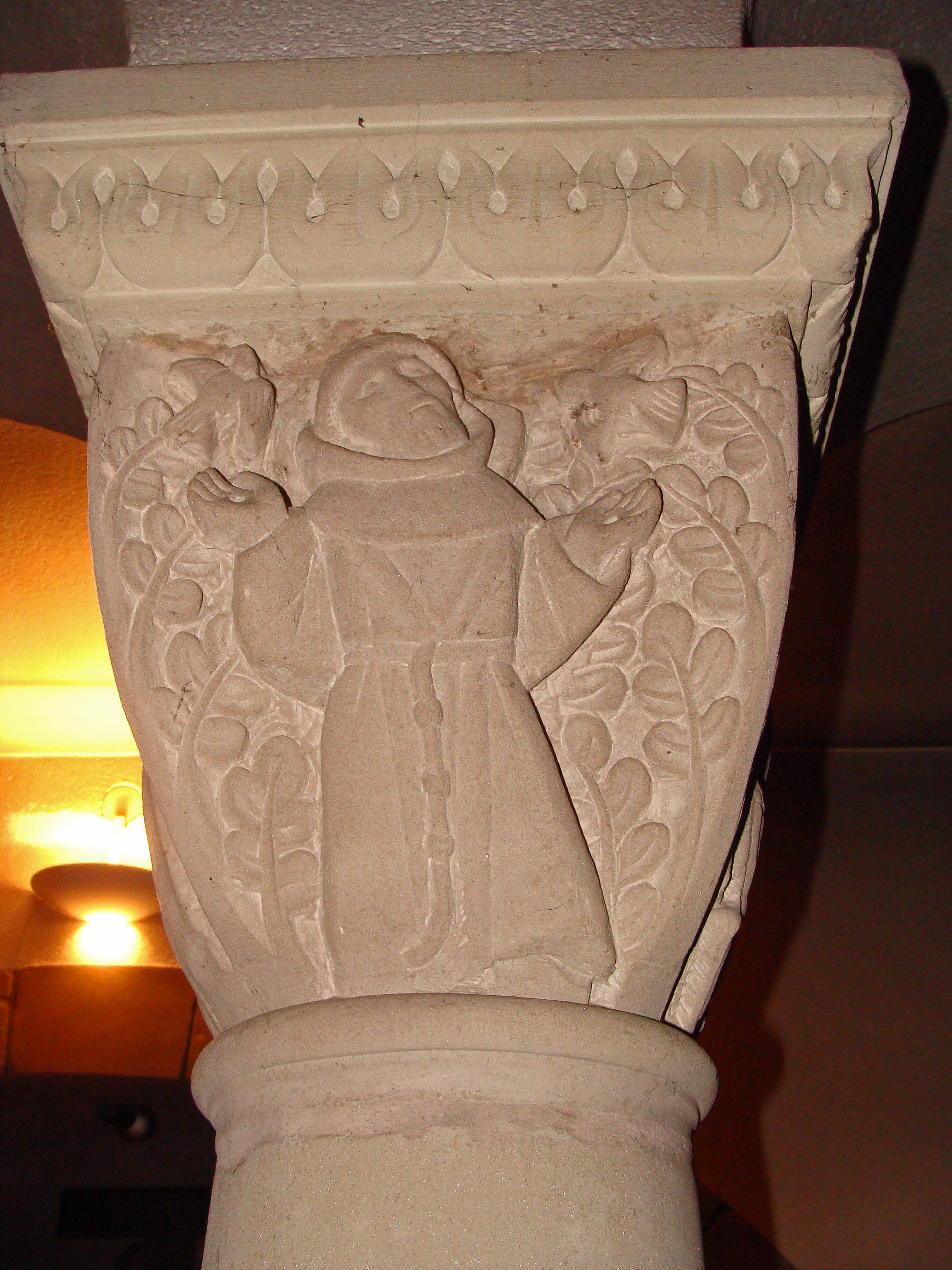
Chapiteau de la crypte représentant saint François d’Assise.
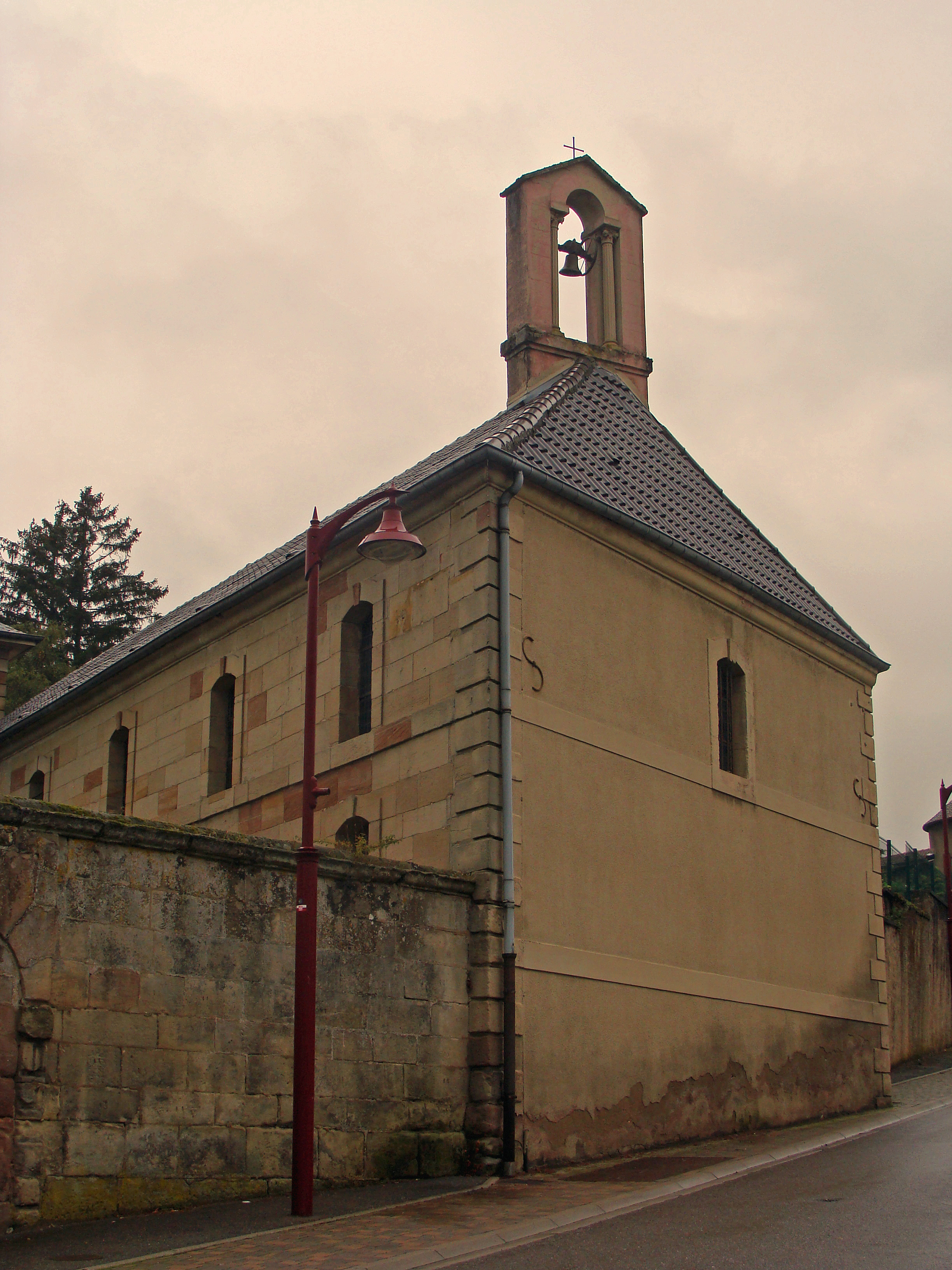
Chapelle de l’abbaye.
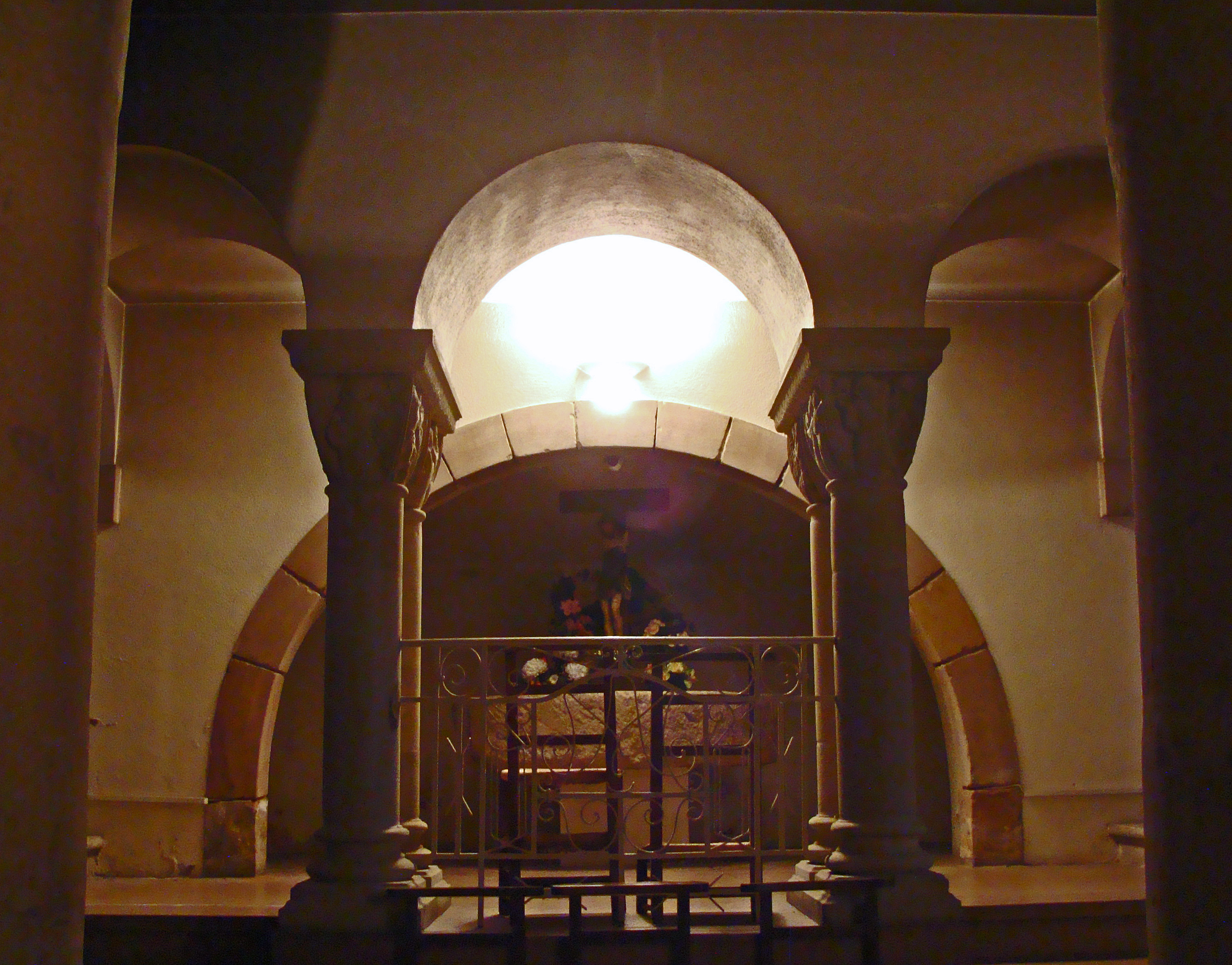
Vue de la crypte.

### Les vitraux
Les vitraux de la crypte sont les plus anciens. Les vitraux de la chapelle ont été mis en place après les destructions de la Seconde Guerre mondiale et sont l’œuvre d’Emmanuel Simminger et fils (1949), peintres-verriers à Montigny-lès-Metz.

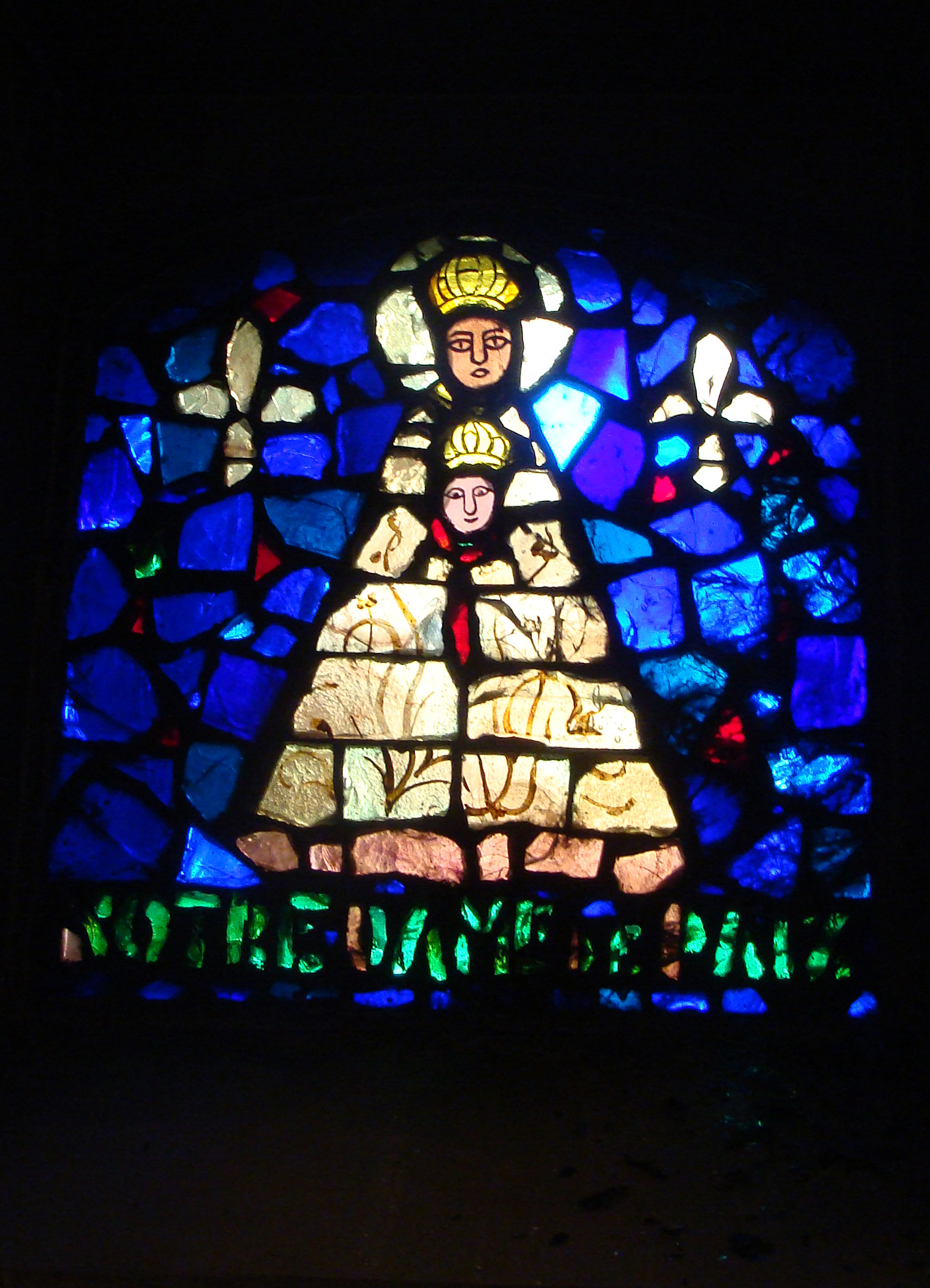
Vitrail de la crypte.
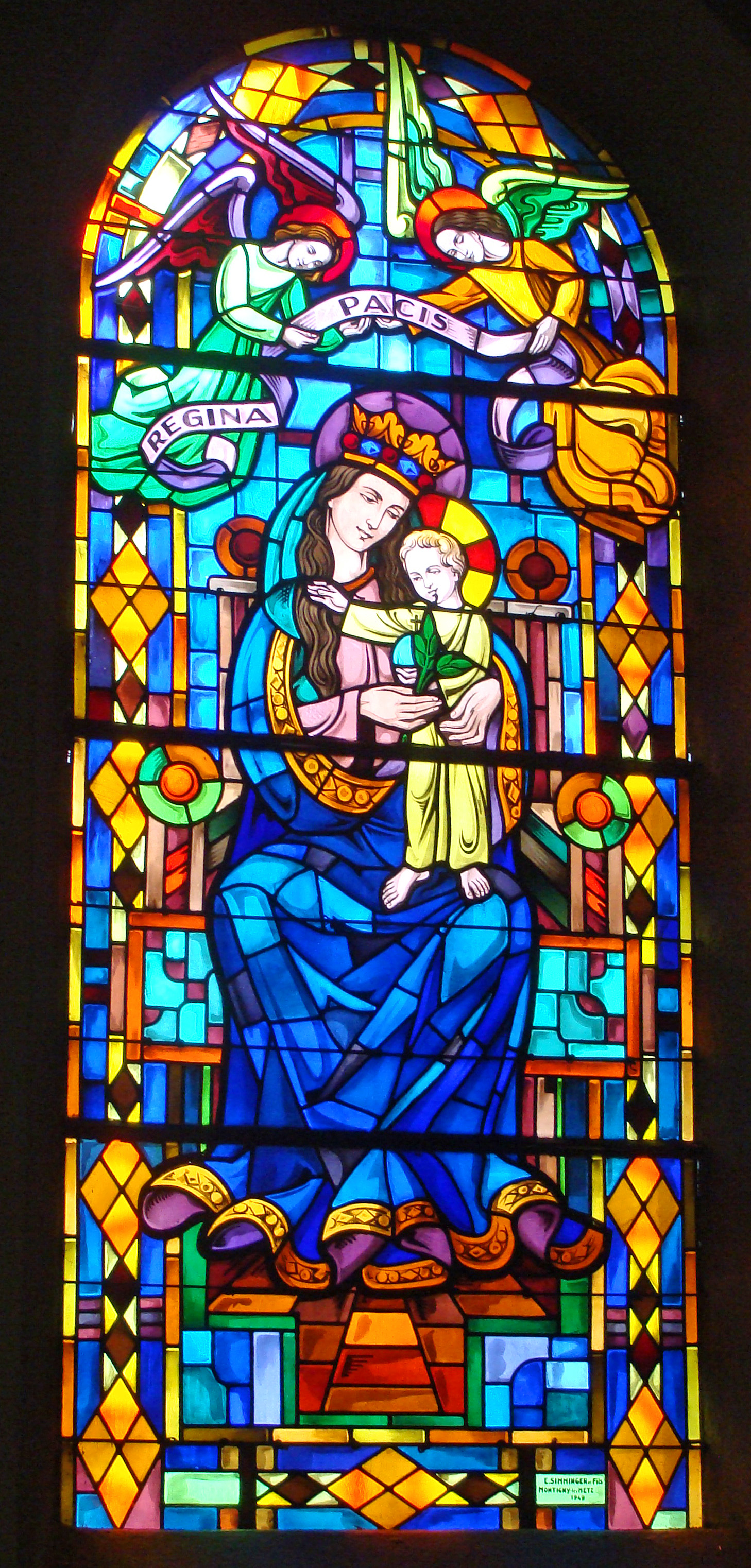
Vitrail d’Emmanuel Simminger (1949), chapelle de l’abbaye.

### Parc
Le parc arboré de l’abbaye fait actuellement 1,5 ha. Autrefois, il était bien plus vaste et une partie du domaine a été cédée au profit du nouveau cimetière de Longeville-lès-Saint-Avold. Face à l’abbaye se trouvaient des terres cultivées et d’anciennes caves troglodytes exploitées par les moines. Ces biens ont été dispersés et ces terrains se sont trouvés bâtis.
Dans le parc se situe un ancien vivier qui servait d’approvisionnement en poissons pour l’abbaye et constituait une réserve d’eau en cas d’incendie. Tout proche de l’abbaye se trouve un ancien puits avec une margelle en pierre de taille. Dans le mur d’enceinte du parc au nord se voit également une niche murée qui abritait autrefois une statue de saint Martin.

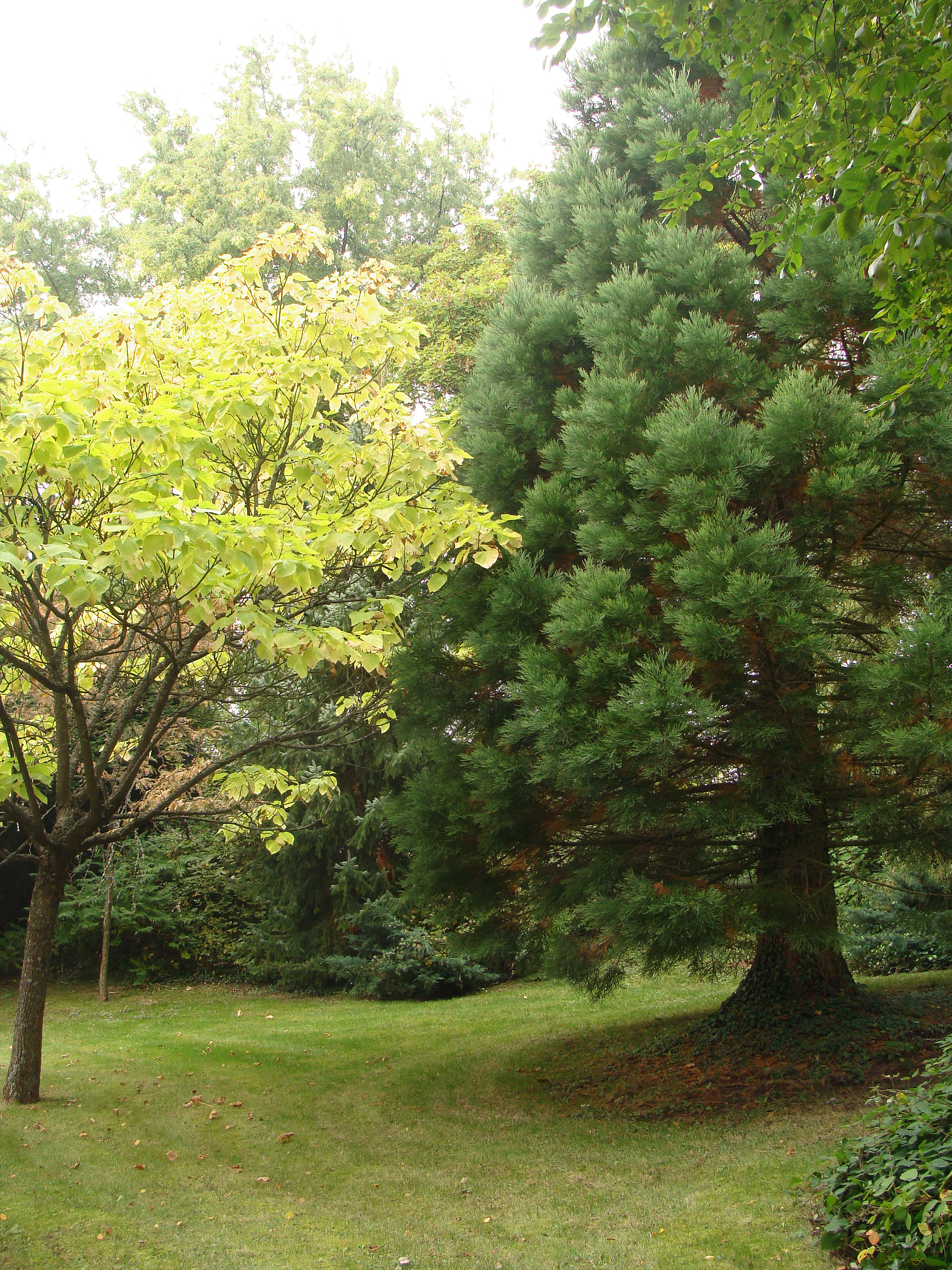
Abbaye Saint-Martin-des-Glandières, vue du parc.
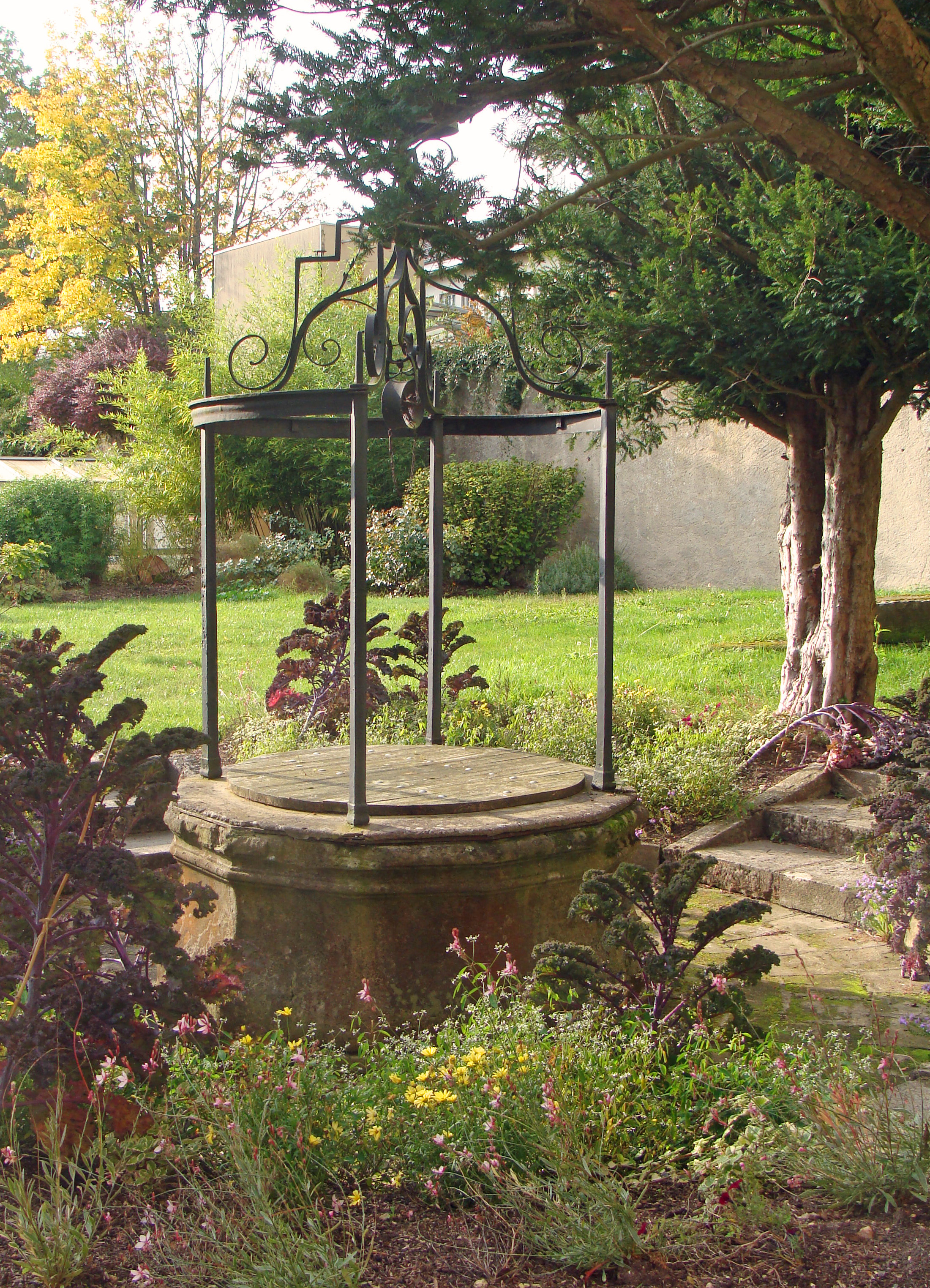
L’ancien puits.
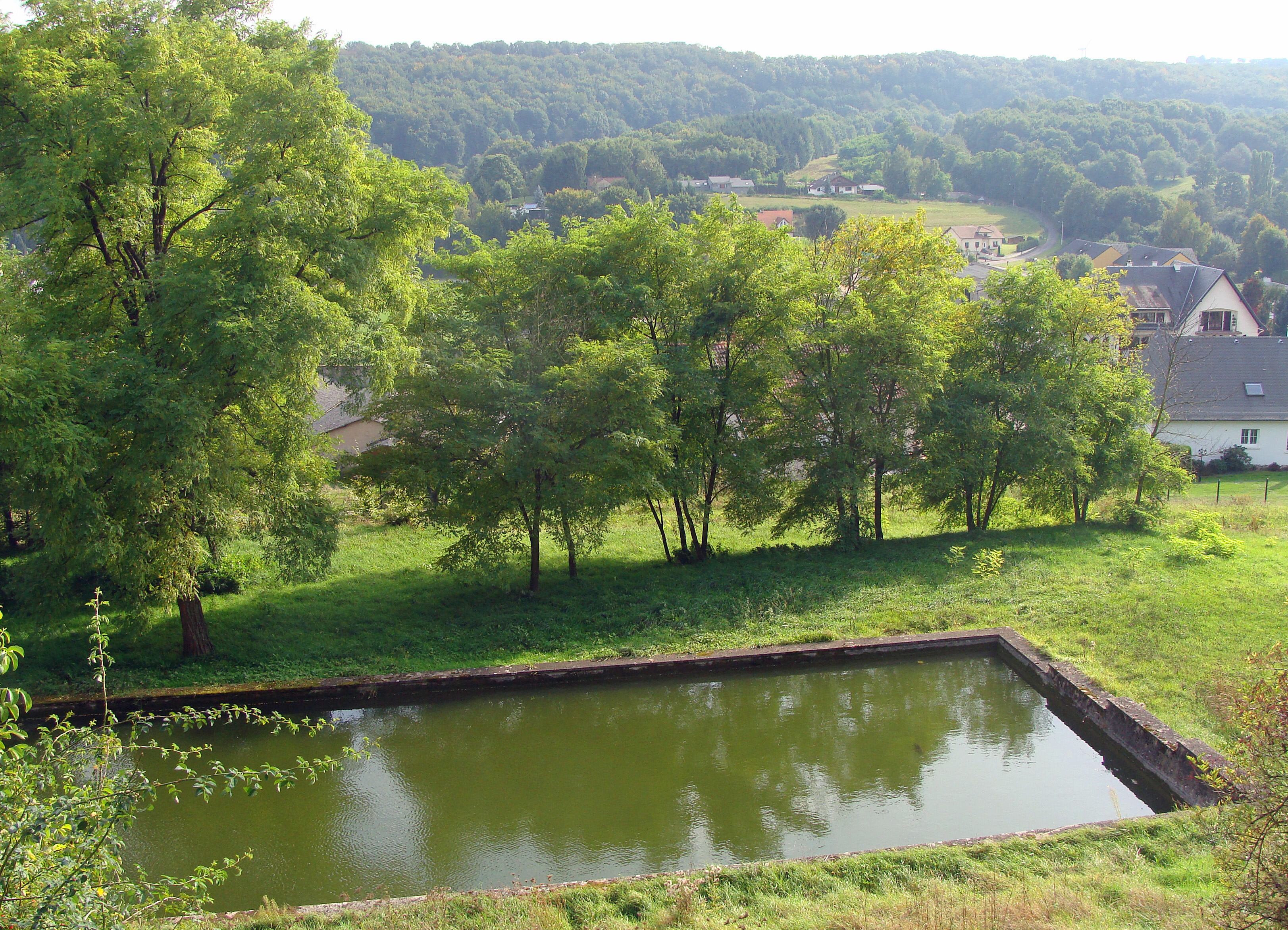
Le vivier.
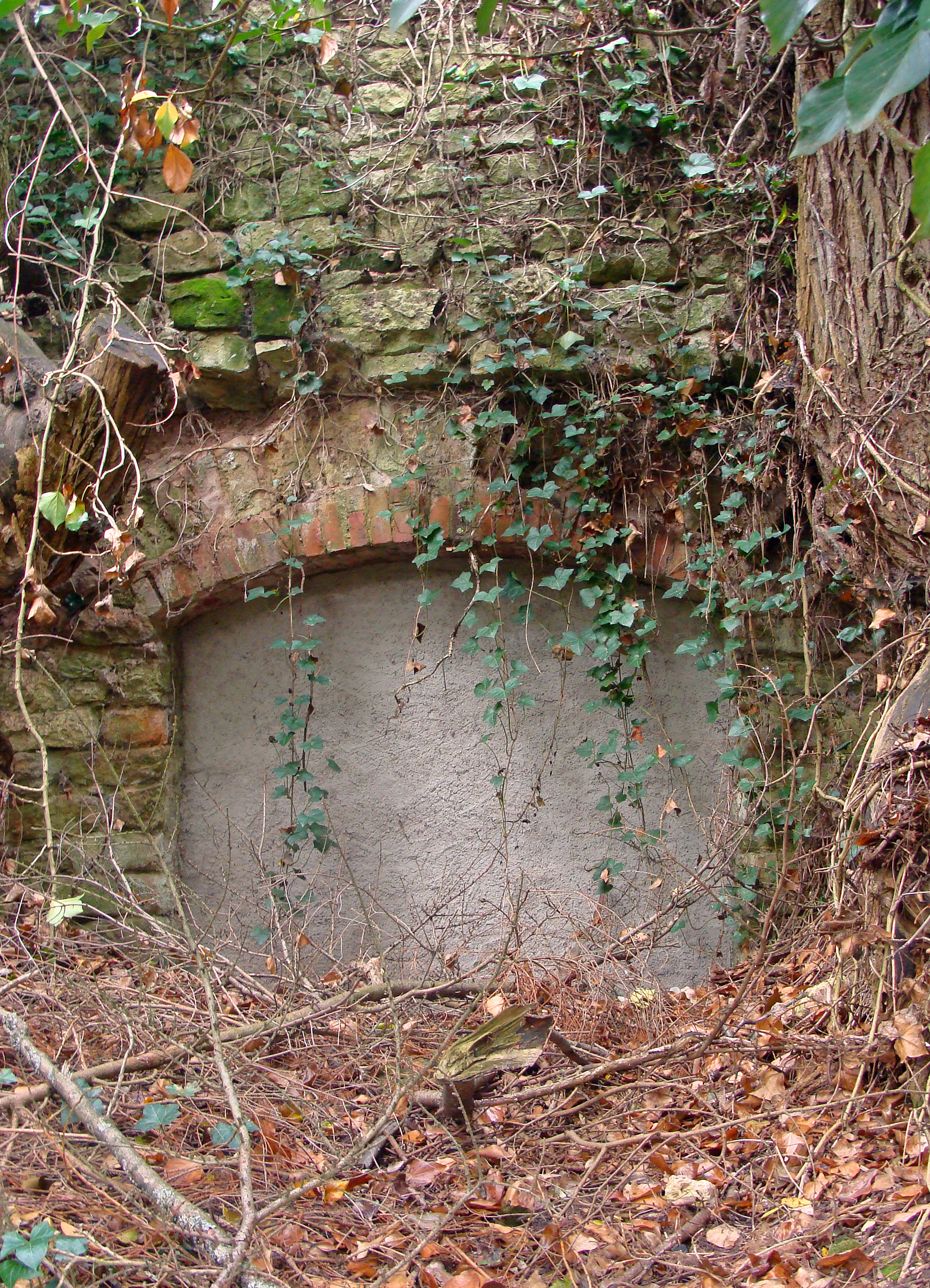
Niche murée du parc.
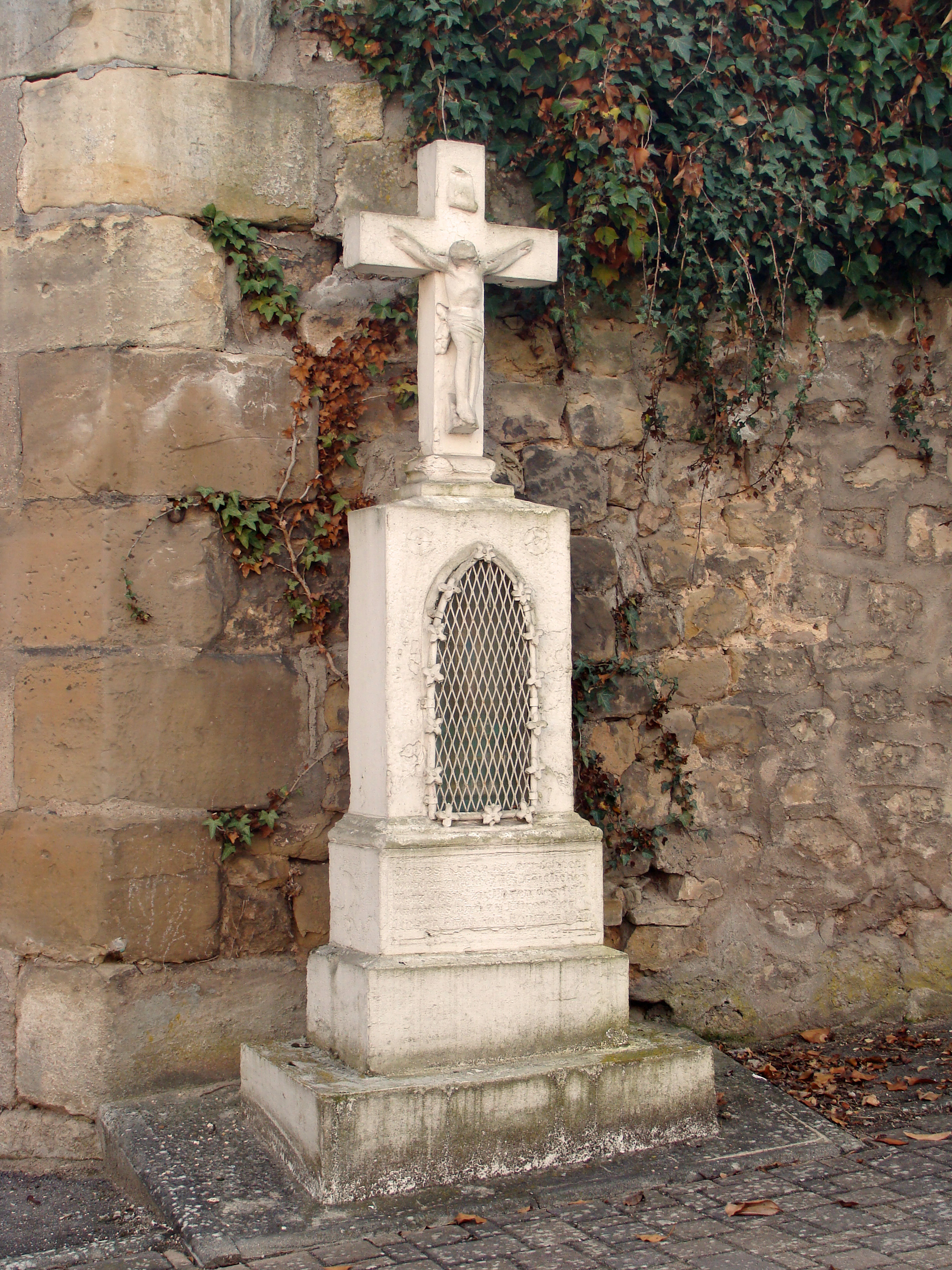
Calvaire du mur d’enceinte (extérieur).

### Mobilier de l'abbaye
L’orgue de l’église abbatiale construit vers 1670 à Nancy, ainsi que le lutrin du chœur et un graduel ancien en provenance de l’abbaye (édition de monseigneur Louis-Joseph de Montmorency-Laval (1724-1808), évêque de Metz de 1760 à 1801) ont été acquis par la paroisse de Hellimer. Une imposante armoire lorraine est conservée dans le grand salon (ancienne salle capitulaire) et un meuble ancien se trouve (côté nord) dans la grande galerie de l’ancien cloître. À son extrémité sud se trouve un grand crucifix. Dans la chapelle sont conservées différentes œuvres des artistes naboriens Helmuth Muller (1910-1989) et Jean Robert (1906-1976), ainsi que du sculpteur Philippe Kaeppelin. Dans la crypte sont exposés d’anciens vêtements sacerdotaux ainsi que des reliques liées au monastère.

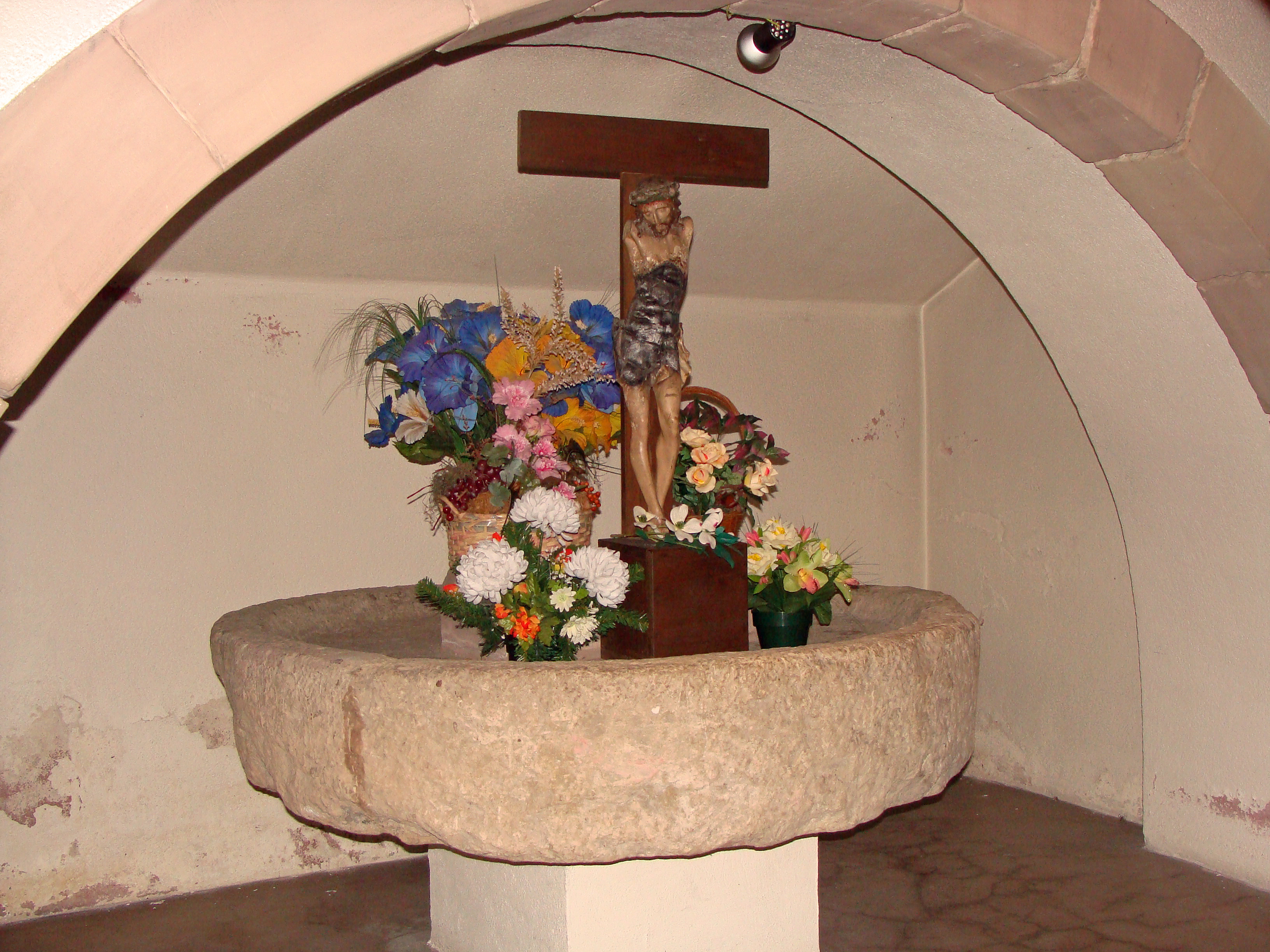
Ancienne meule du moulin de l’abbaye dans la crypte.
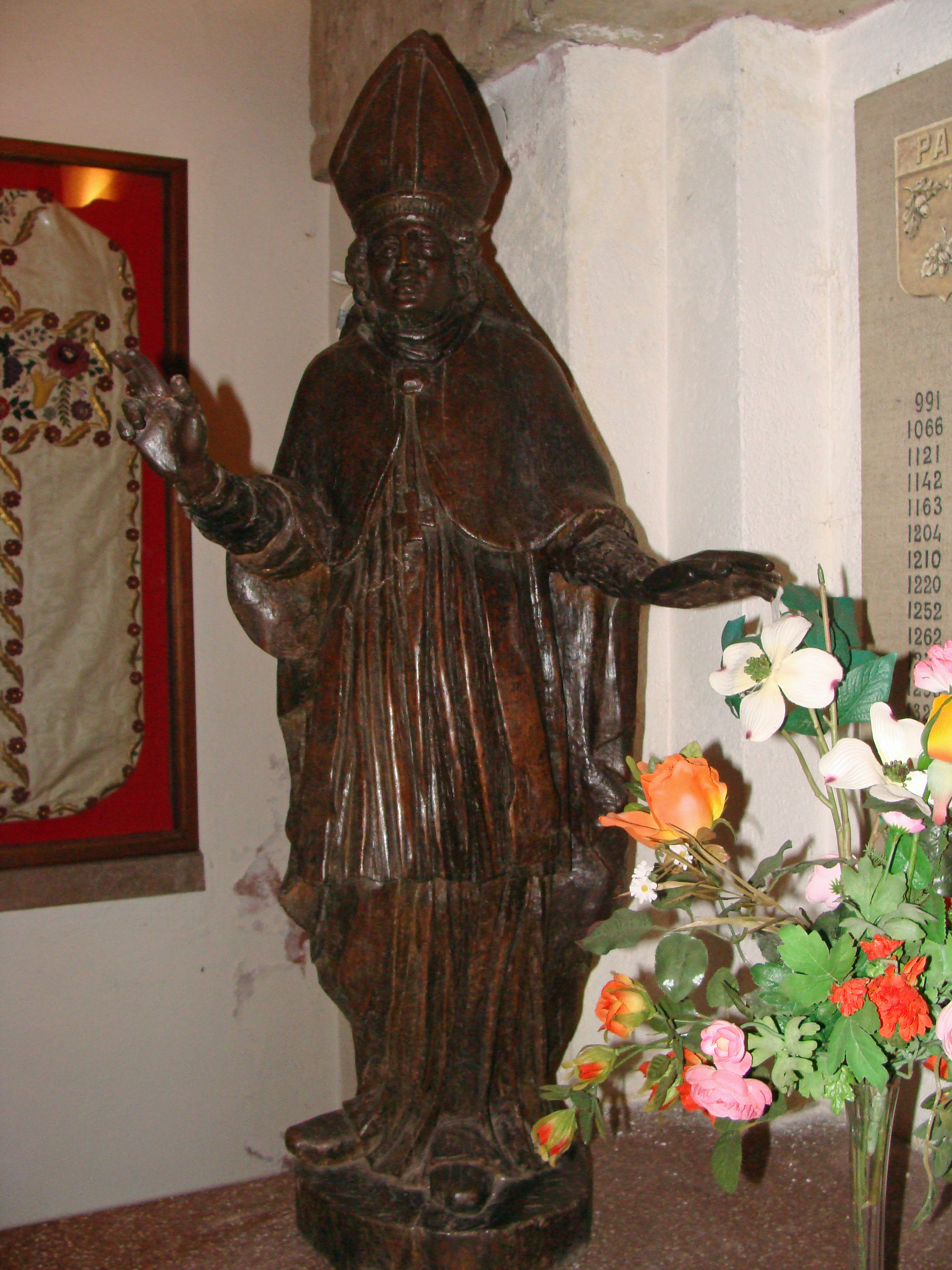
Ancienne statue d’évêque dans la crypte.
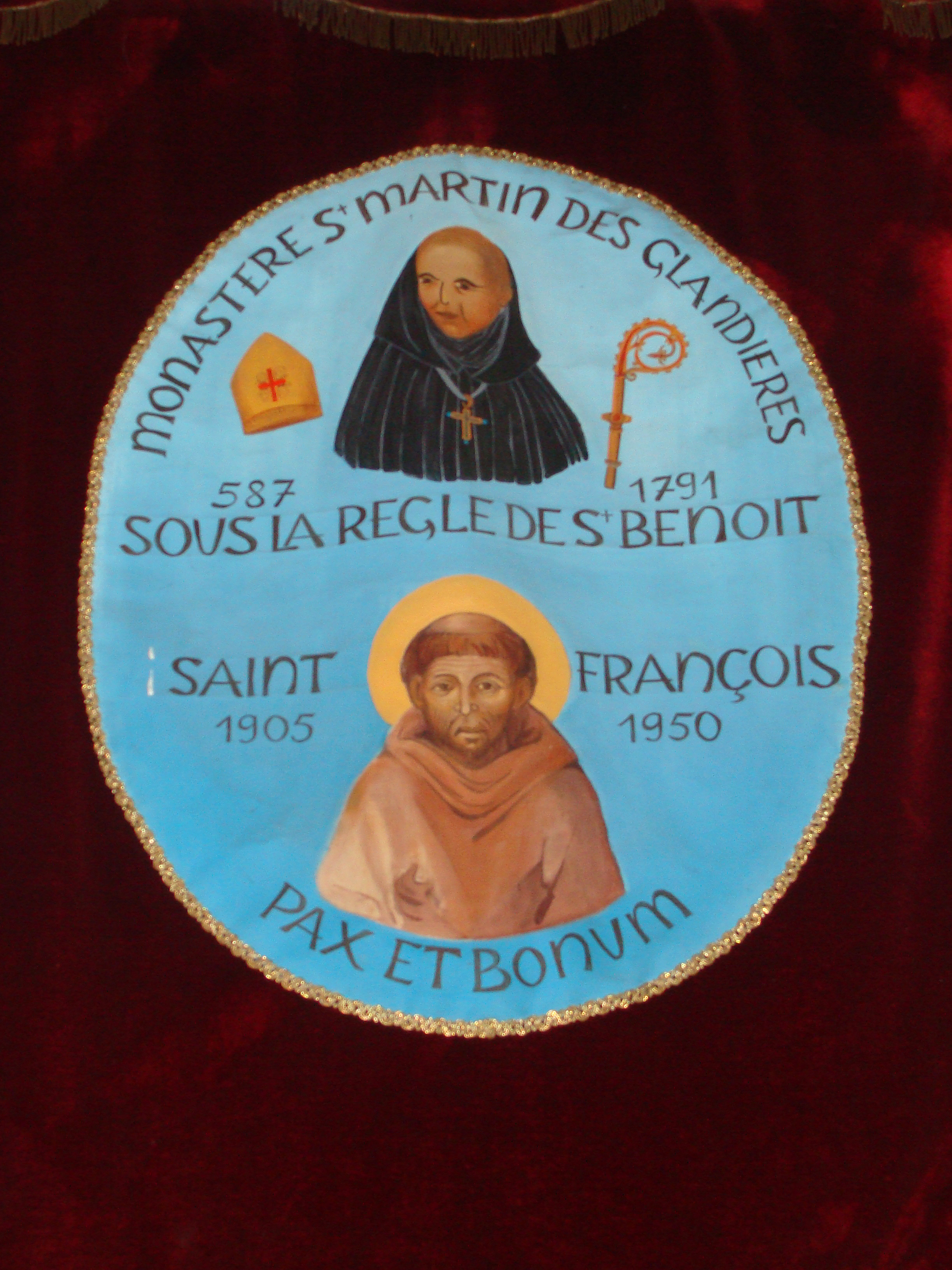
Bannière de procession.
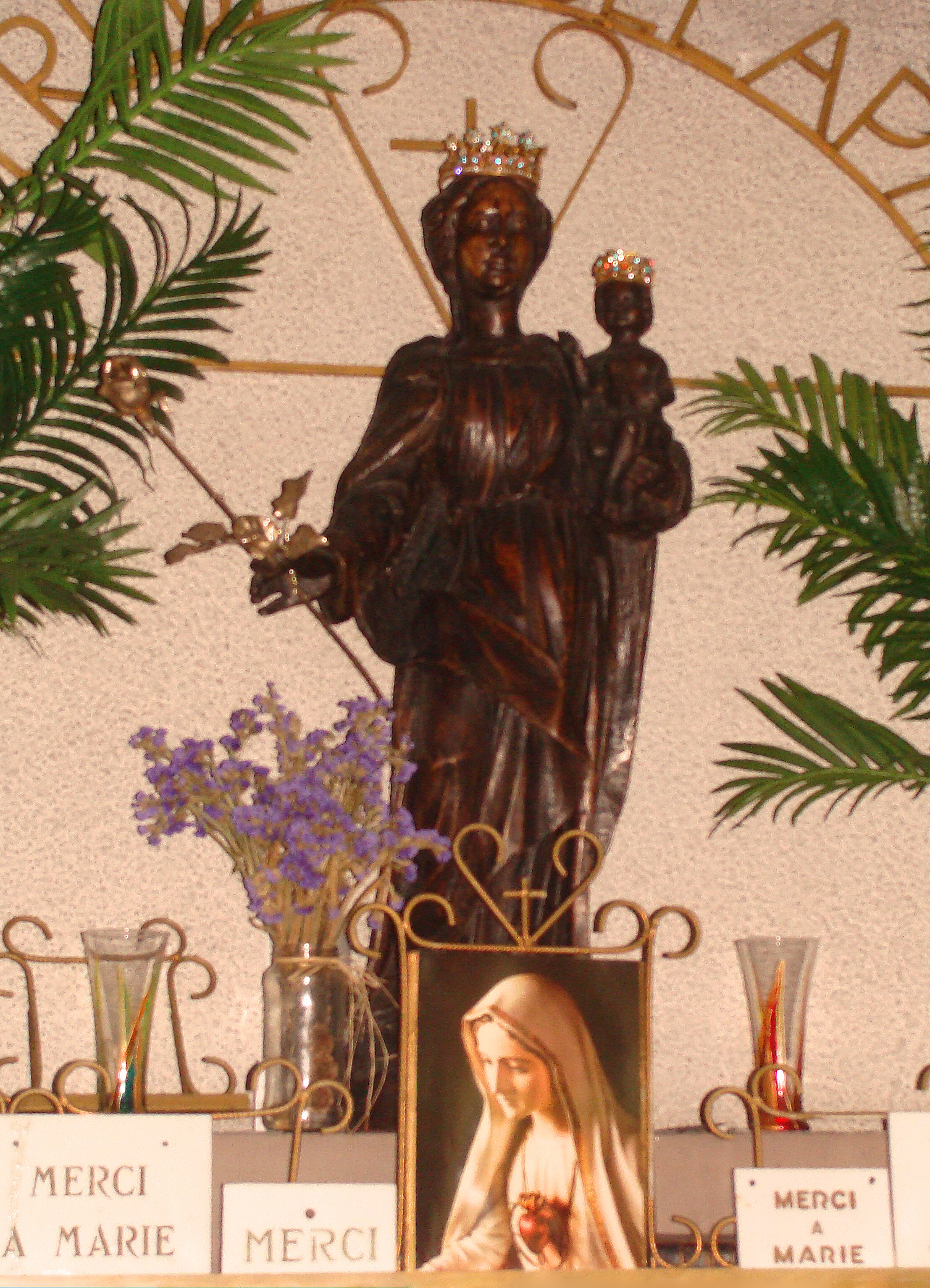
Statue de Notre-Dame de la Paix se trouvant dans la chapelle.
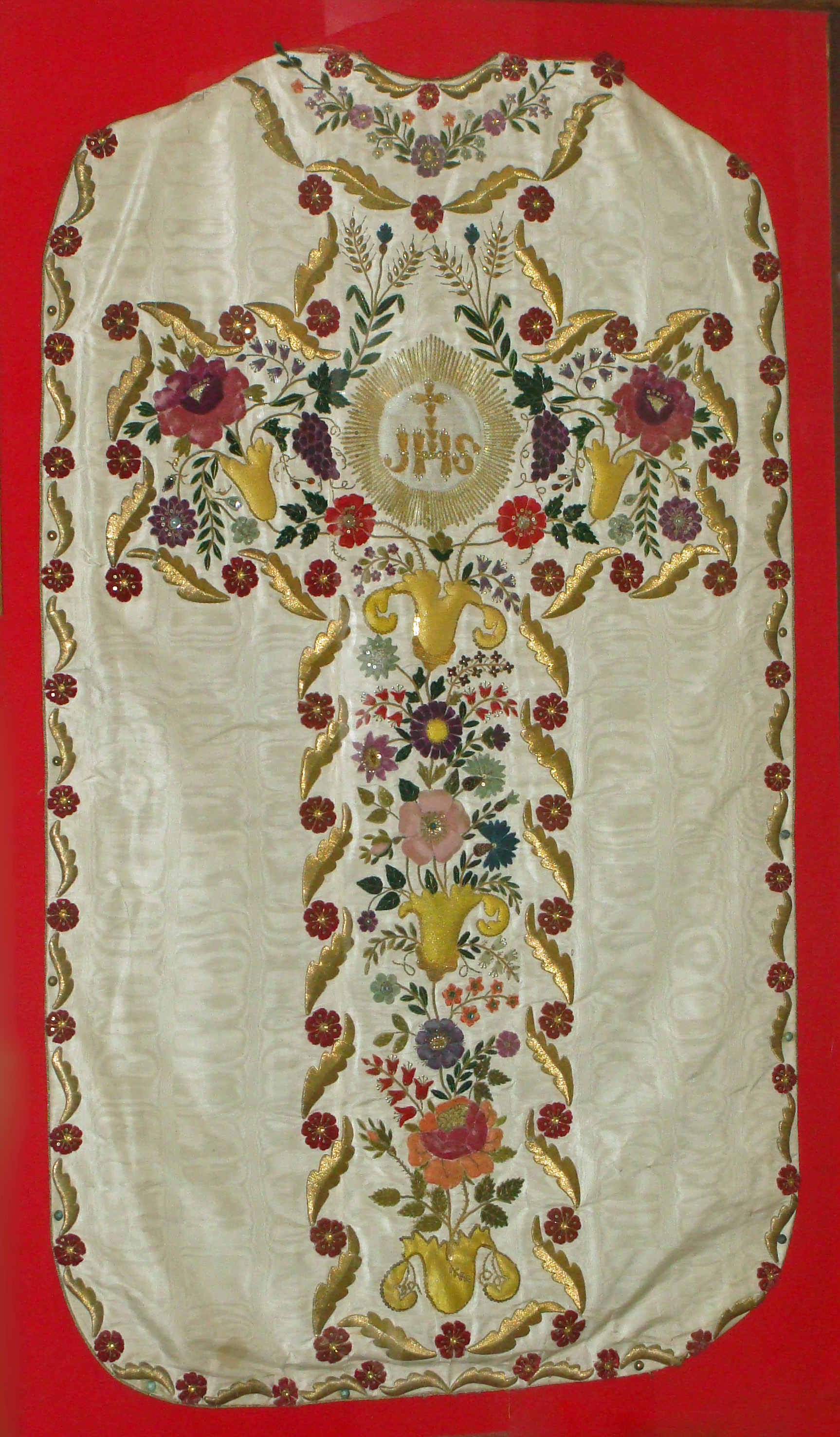
Ancienne aube.
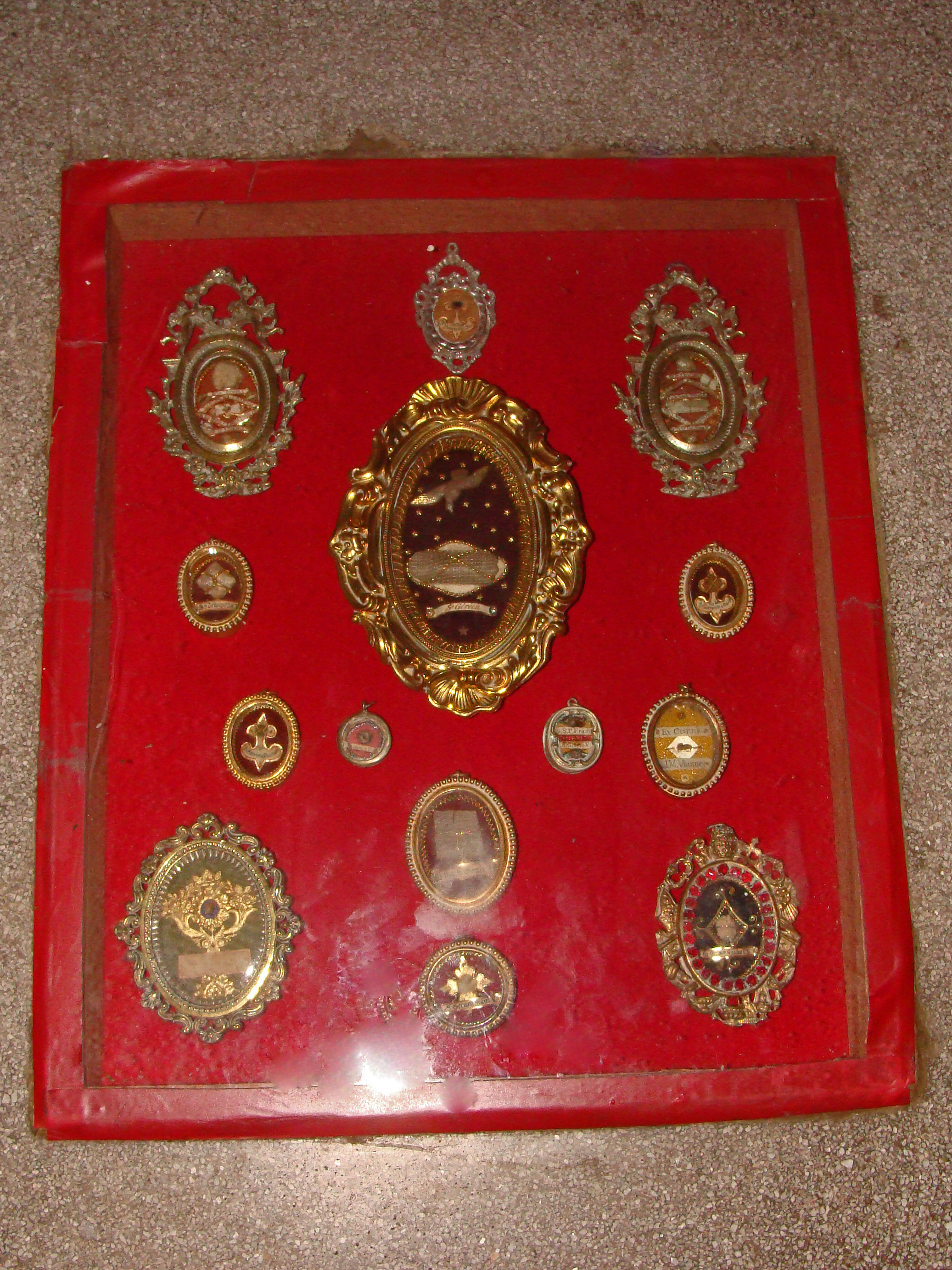
Reliques de la crypte.
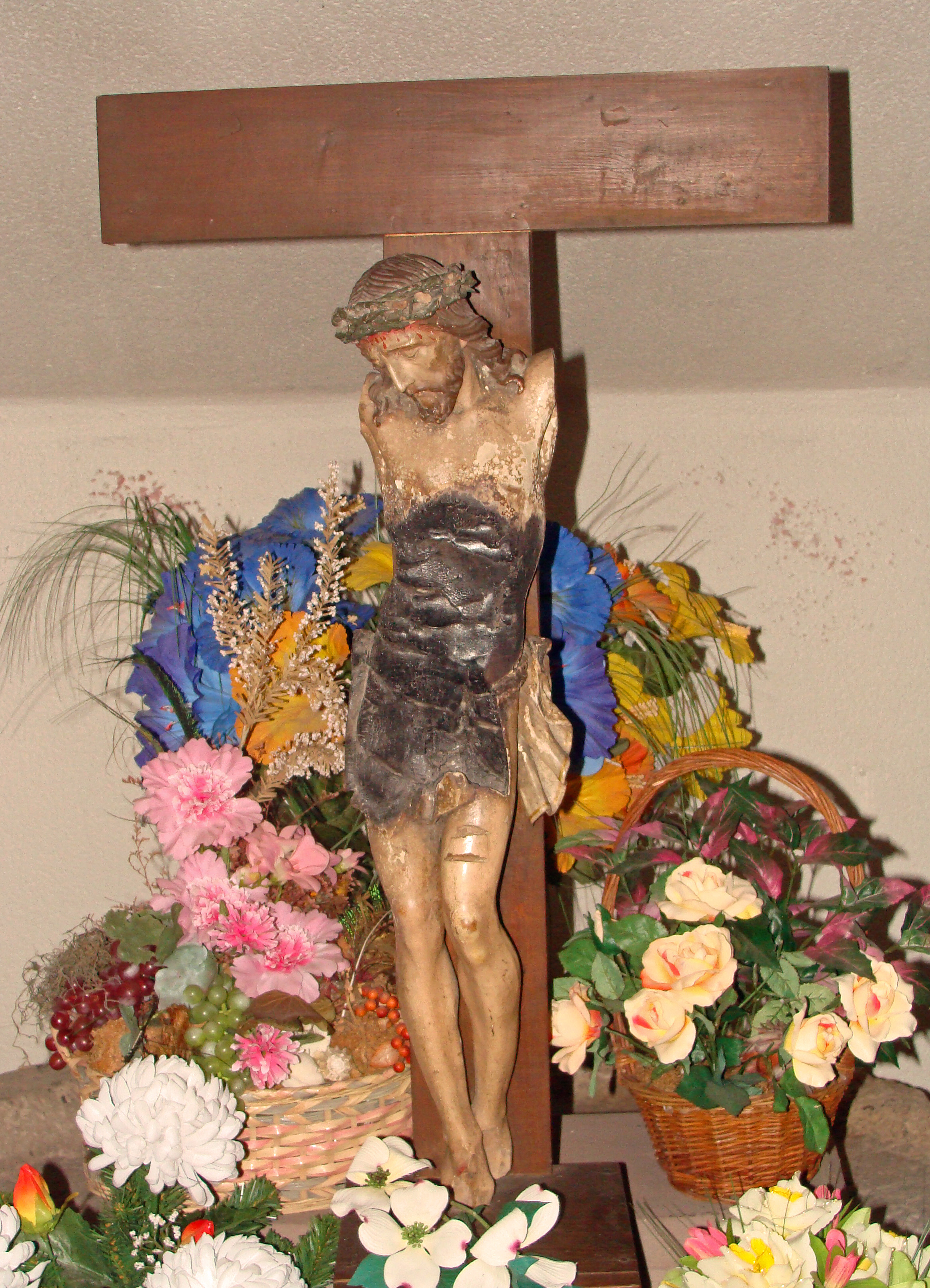
Christ de la crypte (mutilé en 1939-1945).
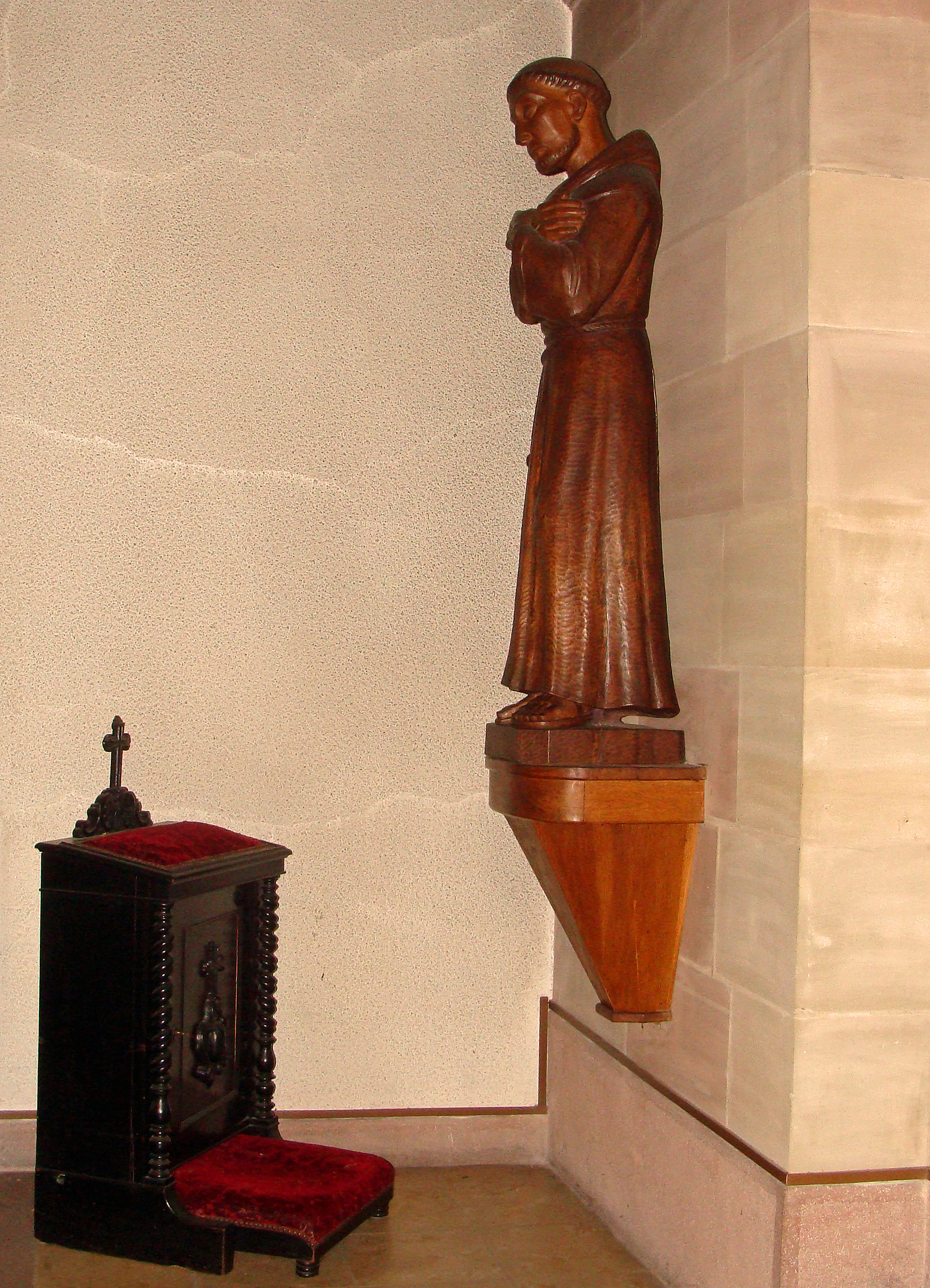
Statue de saint François d’Assise (chapelle), œuvre d’Helmuth Muller.
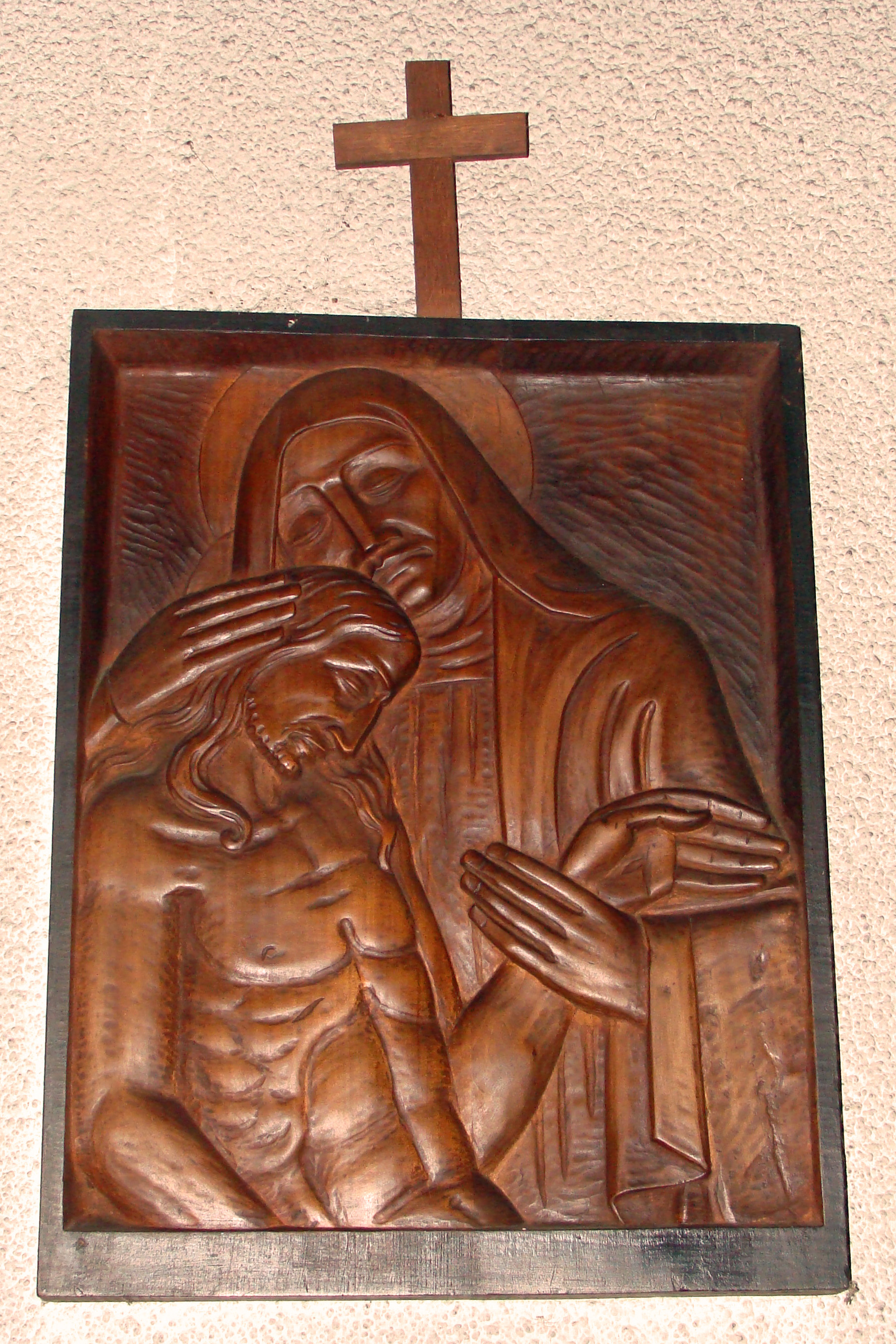
Chemin de Croix d’Helmuth Muller.
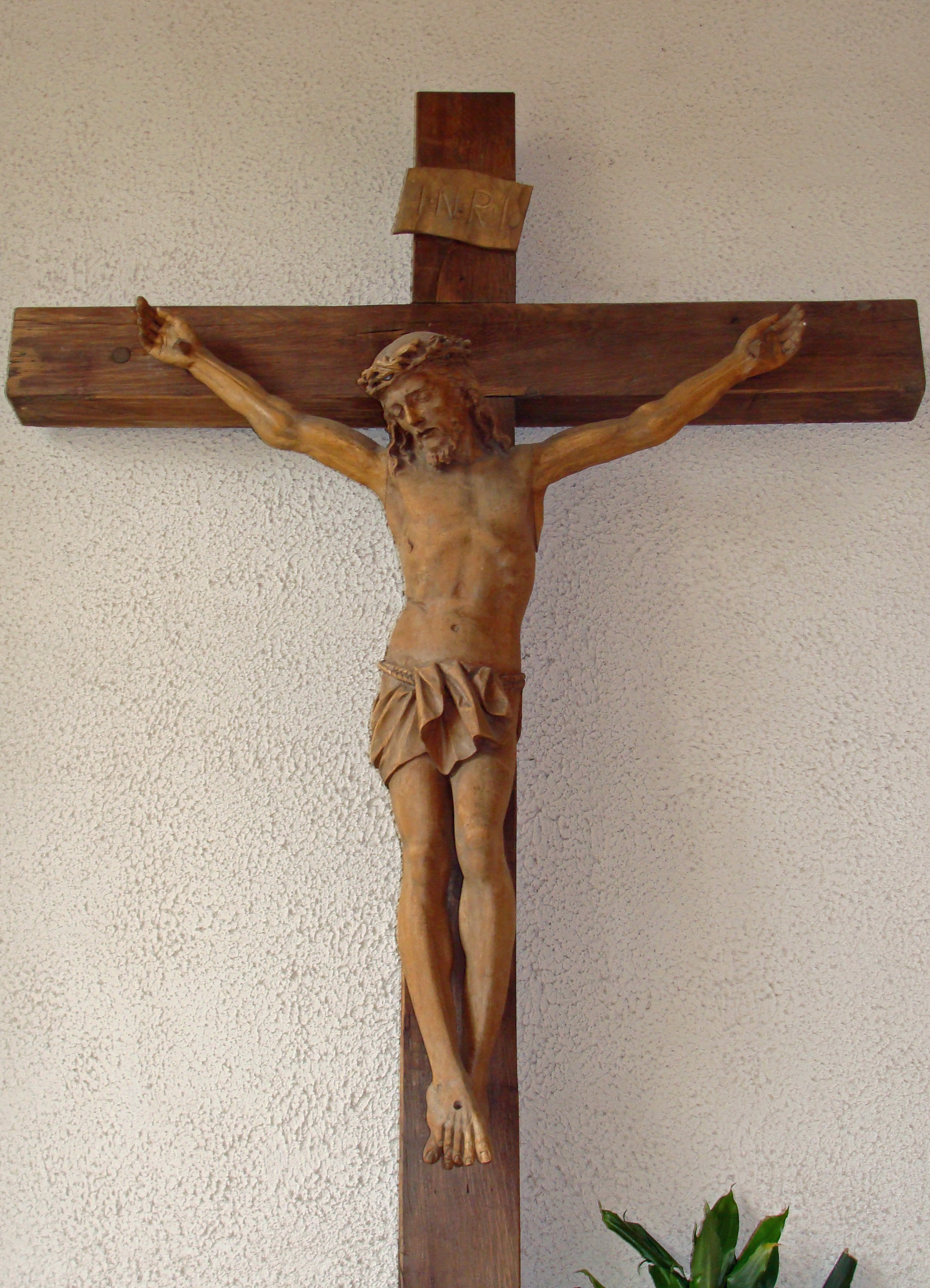
Crucifix de la grande galerie.

### Anciennes caves troglodytes
Face à l’abbaye, creusées dans le roc, d’anciennes caves troglodytes, actuellement propriété privée. Ces caves servaient pour le stockage des vivres et du vin. La vigne était autrefois cultivée sur les coteaux de Longeville-lès-Saint-Avold.

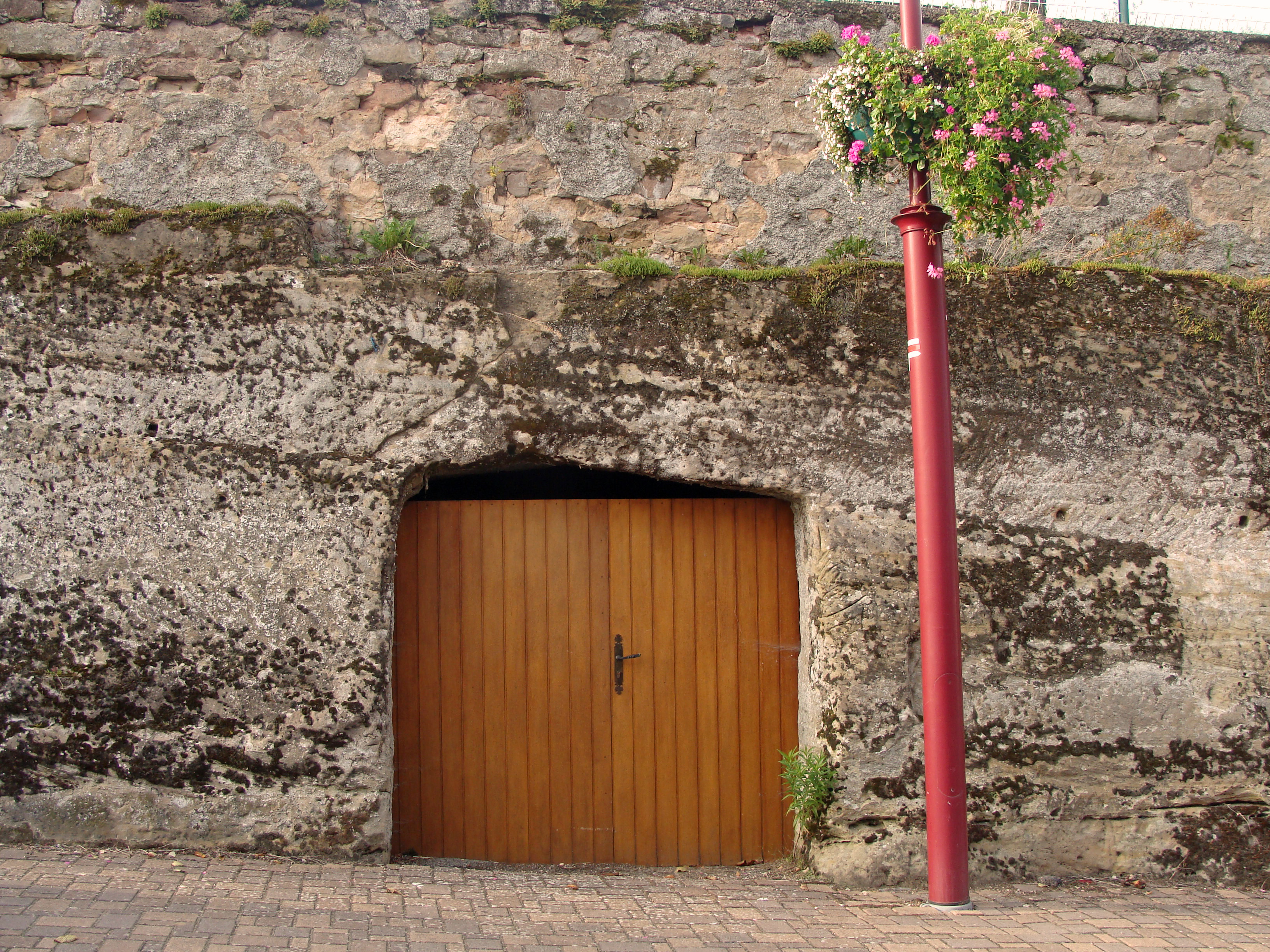
Anciennes caves troglodytes face à l’abbaye.

## Bibliographie

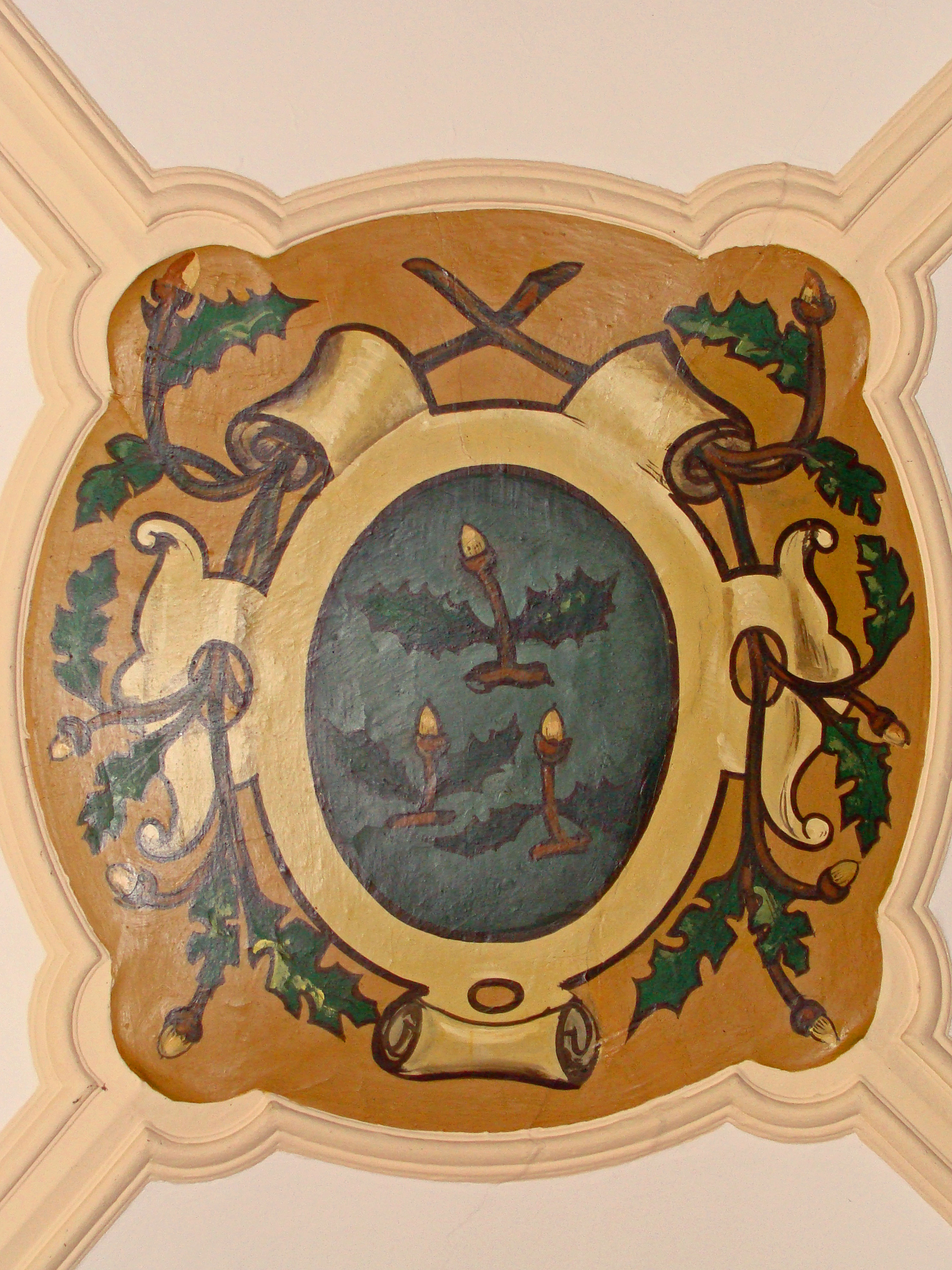
Abbaye Saint-Martin-des-Glandières, clé de voûte avec blason abbatial.